# 岡山駅
岡山駅（おかやまえき）は、岡山県岡山市北区駅元町にある、西日本旅客鉄道（JR西日本）の駅。近接する岡山電気軌道の岡山駅前停留場（おかやまえきまえていりゅうじょう）についてもここで述べる。
東海道・山陽新幹線全営業列車および四国・山陰各方面すべての特急列車が停車する。新幹線および在来線8方面（山陽本線（神戸方面・福山方面）、伯備線、瀬戸大橋線、宇野線、津山線、吉備線、赤穂線）と路面電車2方面（岡山電気軌道東山本線・清輝橋線）が結節する中四国最大のターミナル駅である。

## 概要
岡山県の県庁所在地および政令指定都市でもある岡山市の中心駅。営業キロは、東京駅から732.9 km、新大阪駅から180.3 km。乗降客数においては広島市の広島駅よりは少ないものの、四国・山陰各方面への広域旅客輸送の中心駅としての役割を担っており、当駅は中国・四国地方随一の鉄道交通の要衝となっている。現在日本唯一の定期寝台列車である寝台特急サンライズ瀬戸・出雲号は当駅で増解結を行う。
駅ナカ商業施設として、サンステーションテラス岡山（さんすて岡山）がある。東口には地下街の岡山一番街が位置しており、地下通路から西日本最大級のイオンモールであるイオンモール岡山等にアクセスが可能となっている。西口からはペデストリアンデッキを通じて、岡山シティミュージアム、岡山コンベンションセンター、岡山県医師会館にアクセスできる。市内中心部の表町へのアクセスは路面電車の岡山電気軌道や路線バスが担っている。
東口には岡山とゆかりの深い桃太郎像が設置されている。

## 乗り入れ路線

岡山駅から発着する在来線の運転系統。

JR西日本の岡山駅には、山陽新幹線と以下に挙げる在来線各線が乗り入れている。在来線は津山線を除いて駅番号が設定されている。
- 山陽本線 - 在来線における岡山駅の所属線となっている[2]。岡山駅から東の上郡駅方面、西の福山駅方面の列車が発着する。駅番号は上郡方面がJR-S01[3]、福山方面がJR-W01[3]。
- 宇野線 - 岡山駅が起点である。路線は瀬戸内海沿いの宇野駅までの路線だが、現在は途中の茶屋町駅で分岐して本四備讃線へ入り、岡山駅から児島駅や四国方面へ直通する列車がある。宇野駅発着など宇野線内で完結する系統は「宇野みなと線」、本四備讃線へ直通する系統は「瀬戸大橋線」の愛称が、それぞれ制定されている。瀬戸大橋の開業前は宇野駅で四国への宇高連絡船に接続していた。駅番号は宇野みなと線がJR-L01[3]、瀬戸大橋線がJR-M01[3]。
- 津山線 - 岡山駅を起点として県北部の津山駅まで通じている。都市間輸送を担っている。過去には津山駅から因美線に直通し鳥取方面に行く急行列車も設定されていたが、智頭急行智頭線の開業によりこの運転は智頭急行が担うようになった。
- 吉備線 - 岡山駅を起点として総社駅まで通じている。「桃太郎線」の愛称が付けられている。駅番号はJR-U01[3]。

なお、以下の2路線は正式な線路名称上は当駅に乗り入れていないが、運行上は岡山駅が起・終点となっており、駅番号も制定されている。岡山側の正式な起・終点駅を通る列車のうち、赤穂線全列車と伯備線全列車が山陽本線へ乗り入れている。
- 赤穂線 - 線路名称上は東岡山駅が終点であり、山陽本線より海沿いを通り兵庫県の播州赤穂駅を経由し相生駅へ通じている。駅番号はJR-N01[3]。
- 伯備線 - 線路名称上は倉敷駅を起点とし、新見駅を経由して山陰方面へ通じている。駅番号はJR-V01[3]。
- 岡山電気軌道 - 2025年度に岡山駅前から延伸予定。東山線の起点東山(おかでんミュージアム)電停、清輝橋線の起点柳川電停である。駅番号はH-01、S-01になる予定。

岡山電気軌道の停留場に発着する路線は、東山線のほかにも柳川電停を正式な起点とする清輝橋線の電車も乗り入れている。
JR線の支線数においては、東京駅に次ぐ全国第2位である。

## 歴史

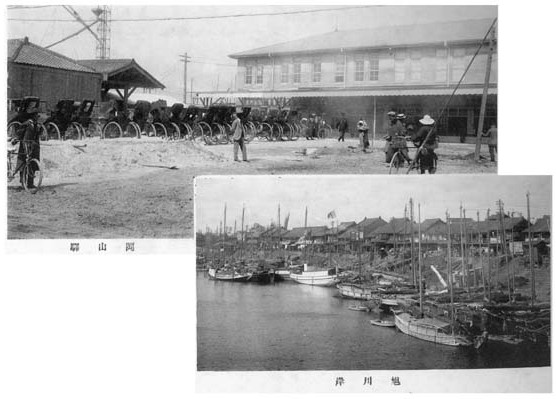
岡山駅と旭川岸（1926年5月岡山市役所発行「岡山市写真帖」）。

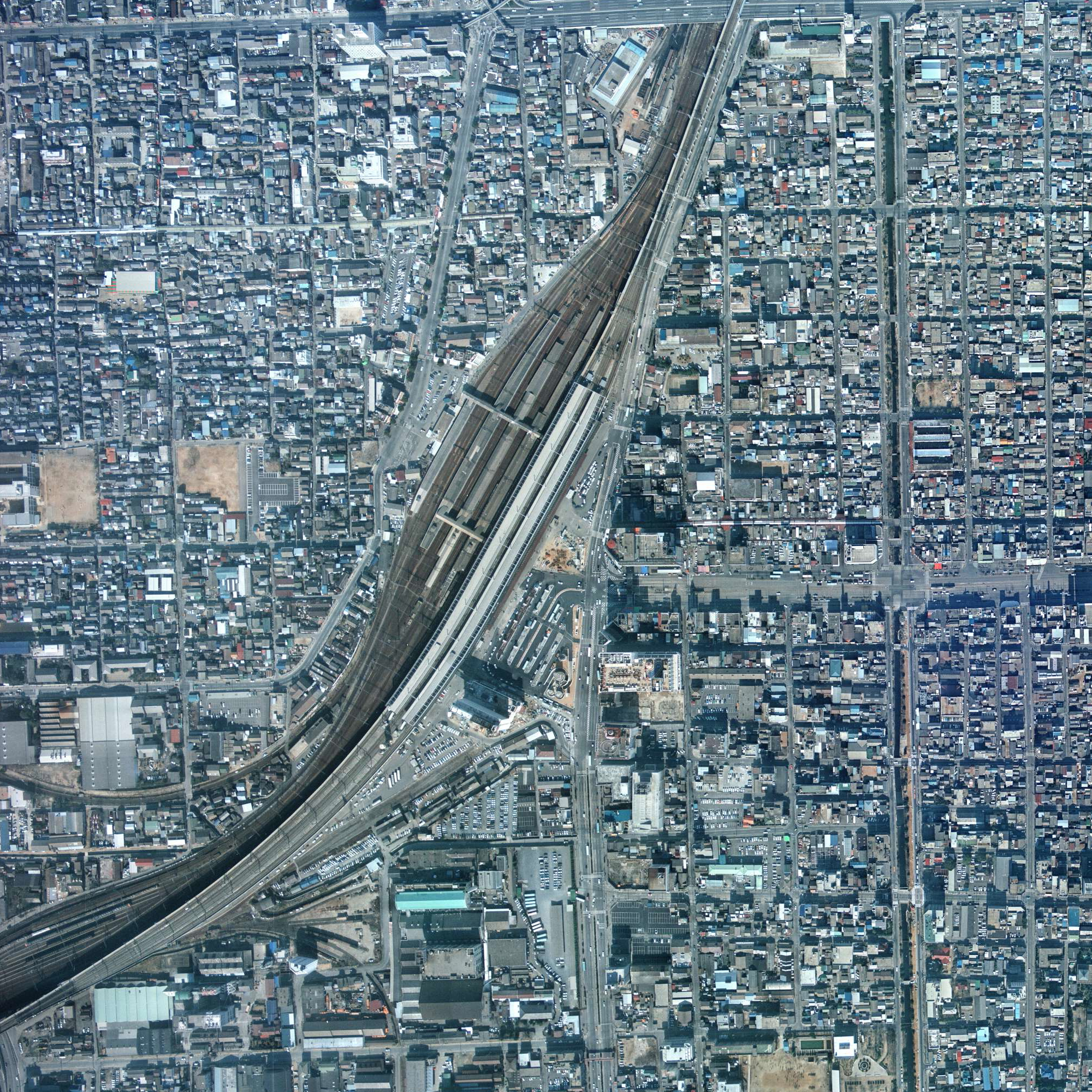
岡山駅周辺の空中写真（1975年1月撮影）

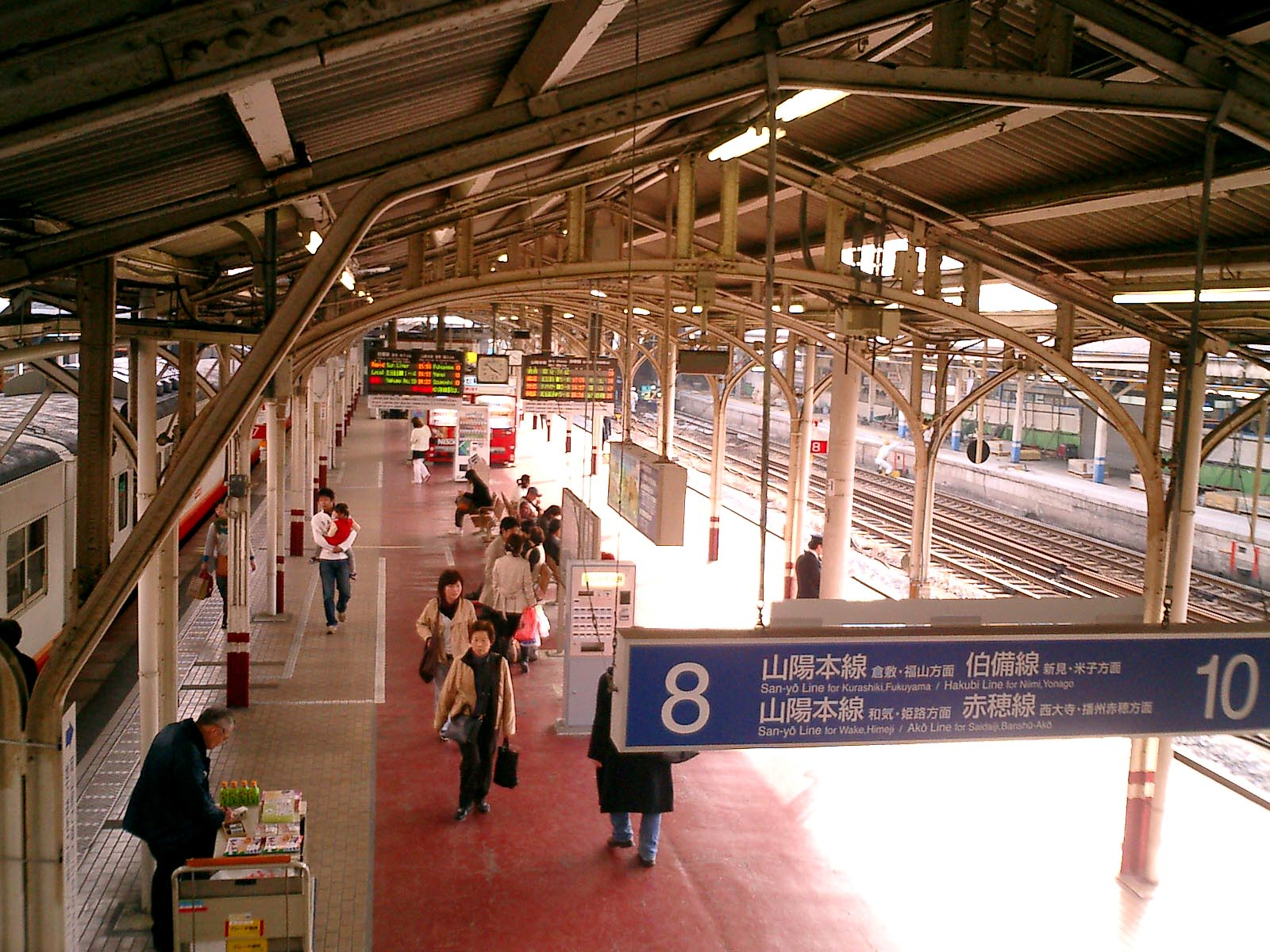
今も残るレールで作られたホームの屋根、現在の3.4番ホーム（2006年3月）

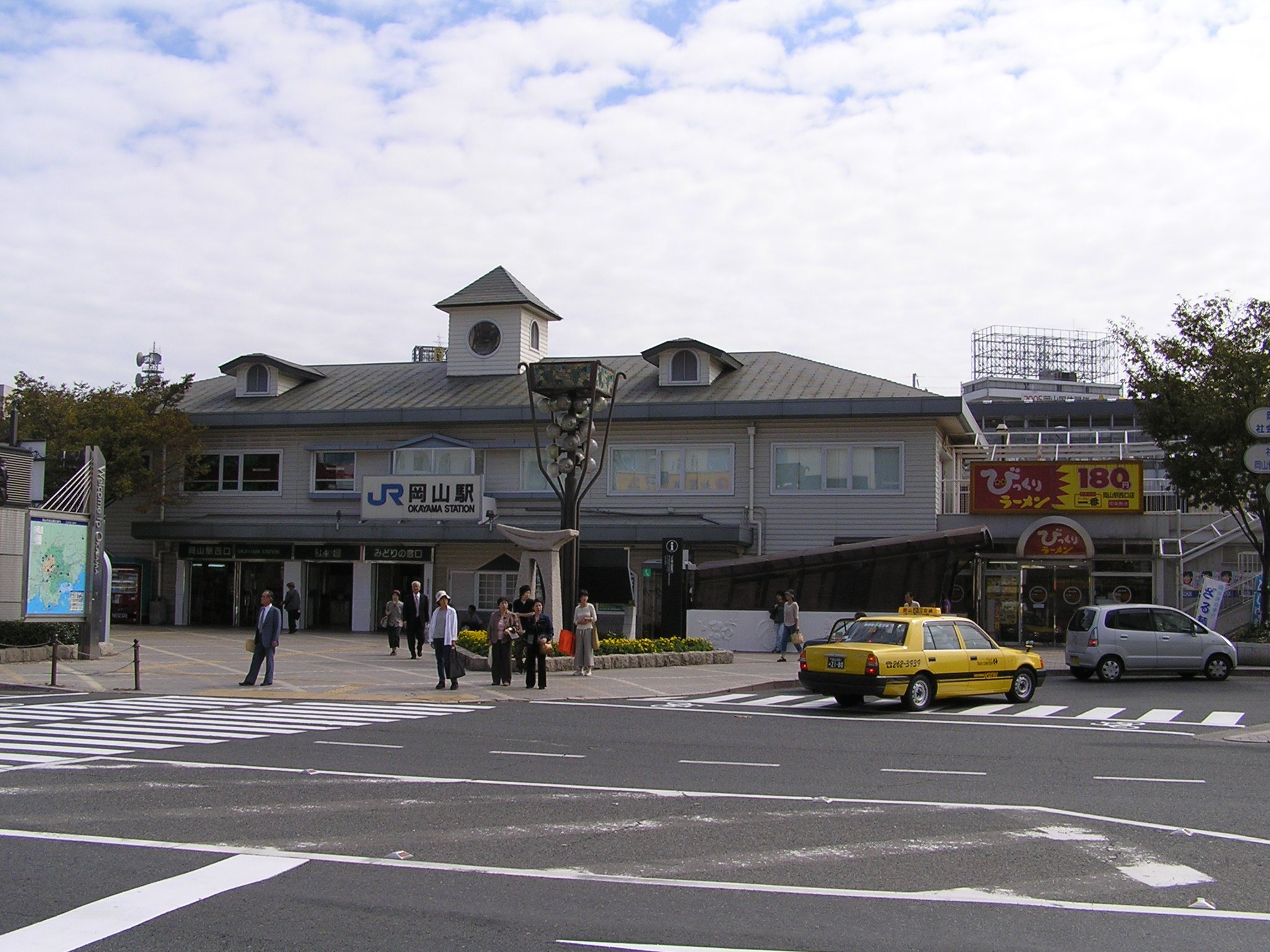
旧西口駅舎（2005年9月）

1891年（明治24年）3月に神戸駅から西方向に当時の私鉄である山陽鉄道が延伸する形で開業した。この駅に隣接する形で中国鉄道の路線も敷設され、やがて鉄道国有化の後には岡山駅から放射状に伸びる路線網が整備されることになる。なお、山陽鉄道は1906年（明治39年）に国有化された。

### 戦災復興計画
岡山市は1945年（昭和20年）6月29日の岡山大空襲で市街地の大半が焼失したが、市内電車は空襲後72日で復旧した。戦後、1946年（昭和21年）6月に発表された最初の戦災復興計画案では大元駅付近に新岡山駅を建設して付近を大規模に区画整理する計画だった。しかし、この計画は減歩率が3割を超えて市民の負担も大きく、極度のインフレーションもあり、1948年（昭和23年）までに当初の計画は大幅に縮小された。国鉄の弾丸列車計画の頓挫もあり新岡山駅構想は幻に終わったが、この計画を前提にした岡山市役所の大供への移転などは実施された。

### 新幹線開業後
山陽新幹線の岡山開業の際に基本的には現状の駅構造となり、在来線との接続駅として九州を始め各方面への特急が多数発着し、賑わいを見せた。
新幹線が鹿児島中央駅まで開業した現在では、在来線の需要は山陰や四国への特急列車が中心となっている。また時代による駅の機能の変化とともに以前は日本で唯一（最後まで）赤帽の常駐している駅であると云われていたが、構内改良工事着工と同じ2006年（平成18年）に廃止された。そして橋上駅舎完成と同時にホームの形状も大きく変わり、立ち食いそば屋などの施設は瀬戸大橋線ホームを除き閉店していった。2020年現在は瀬戸大橋線ホームの立ち食いそば屋も閉店し、跡地に自動販売機が設置されている。

### 年表
- 1891年（明治24年）
  - 3月18日：山陽鉄道が三石駅から延伸された際に、御野郡石井村上出石に開業し[6]、旅客・貨物の取扱を開始[2]。
  - 4月25日：山陽鉄道が倉敷駅まで延伸開業。三好野が駅弁の販売を始める。
- 1897年（明治30年）：荷運夫（後の赤帽）が配置される。
- 1901年（明治34年）：三好野が岡山駅支度所（食堂）を開店。
- 1904年（明治37年）11月15日：中国鉄道（現・中鉄バス）吉備線が開業し、本線（現・津山線）と同時に当駅に乗り入れる[7][8]。
- 1906年（明治39年）12月1日：山陽鉄道が国有化[2]。山陽鉄道の駅は官営鉄道の駅となる。
- 1909年（明治42年）10月12日：国有鉄道の線路名称制定により、山陽本線の所属となる。
- 1910年（明治43年）6月12日：宇野線が開業[9]。
- 1926年（大正15年）11月12日：鉄筋コンクリート造りの2代目駅舎が竣工[10]。駅舎内には県下で初めての水洗トイレやビアホールができる。
- 1938年（昭和13年）：西口改札口開設。
- 1944年（昭和19年）6月1日：中国鉄道線が国有化[7][8]。同社本線は津山線に改称。
- 1945年（昭和20年）6月29日：岡山大空襲、本駅舎は火災から免れる。
- 1952年（昭和27年）：「桃娘」登場、駅構内で岡山名産の白桃の季節販売を始める。
- 1956年（昭和31年）：桃娘と同様の「マスカット娘」が登場したが、両方とも1996年に姿を消した。
- 1959年（昭和34年）
  - この年：岡山駅地下三番街開業。
  - 4月：津山線・吉備線専用ホーム（5号ホーム）使用開始[11]。
- 1965年（昭和40年）9月24日：みどりの窓口営業開始。
- 1969年（昭和44年）10月1日：貨物の取扱業務を新設の西岡山駅（現在の岡山貨物ターミナル駅）に移管し、当駅での貨物取扱を廃止[2]。
- 1971年（昭和46年）8月1日：旅行センター開業[12][13]。
- 1972年（昭和47年）
  - 1月28日：当駅と富山駅が姉妹駅となり、同日その調印式を行う[14]。
  - 3月15日：山陽新幹線 新大阪駅 - 当駅間が開業、3代目駅舎竣工。
- 1974年（昭和49年）8月24日：地下改札口開設。岡山一番街開業。
- 1975年（昭和50年）3月10日：山陽新幹線 当駅 - 博多駅間が開業。
- 1987年（昭和62年）4月1日：国鉄分割民営化により、西日本旅客鉄道（JR西日本）の駅となる[2]。
- 2004年（平成16年）3月14日：構内改良工事着工[15]。
- 2005年（平成17年）2月24日：新幹線改札口に自動改札機を設置。
- 2006年（平成18年）
  - 6月：岡山駅地下三番街閉鎖。
  - 10月15日：橋上駅舎の使用を開始。「さんすて」南館が開業。
- 2007年（平成19年）
  - 4月21日：在来線改札口に自動改札機を設置[16]。
  - 8月3日：「サンフェスタ岡山」開業。
  - 8月23日：「さんすて」北館が開業。
  - 9月1日：交通系ICカード「ICOCA」の利用が可能となる。
  - 11月17日：西口駅舎および改札口が閉鎖。
- 2010年（平成22年）
  - 4月28日：西口交通広場が竣工。
  - 6月18日：閉鎖されていた岡山駅地下三番街がペスカ岡山として再開業。
- 2011年（平成23年）7月23日：「桃娘」が1996年の廃止以来15年ぶりに期間限定ながら再開が決定。翌年以降も同様に実施。※「桃娘・マスカット娘」については桃娘の項を参照。
- 2012年（平成24年）10月：新築された「岡山駅西口ビル」内に「さんすて」西館（3日）と「ヴィアイン岡山」（29日）が開業。2004年から行われてきた構内改良工事が完了。
- 2013年（平成25年）3月16日：新幹線改札口とホームのLED発車標をフルカラーLEDタイプに更新。
- 2014年（平成26年）11月24日：地下コンコースのバリアフリー化工事が終了。
- 2015年（平成27年）9月：東口・西口の愛称決定。東口が「後楽園口」で、西口が「運動公園口」。東口が後楽園側の出口であること、西口が運動公園側の出口であることから決定。一般公募の結果。宇野線の「宇野みなと線」、吉備線の「桃太郎線」の愛称もそれぞれ決定した。
- 2016年（平成28年）
  - 3月9日：新幹線ホームに発車メロディを導入。曲はゴダイゴの『銀河鉄道999』[17][注 2]。
  - 4月13日：CTC（列車集中制御装置）化に伴い整備される。
- 2018年（平成30年）3月28日：南海トラフ巨大地震を想定した新幹線高架橋耐震補強、駅ナカ商業施設拡充など「岡山駅ナカ・リニューアル」プロジェクトをJR西日本が発表[19]。
- 2019年（令和元年）12月5日：新幹線22番のりばで可動式ホーム柵の使用を開始[20]。
- 2020年（令和2年）
  - 3月13日：中国運輸局が岡山電気軌道による駅前広場への乗り入れ整備を認可[21]。
  - 4月28日：新幹線23番のりばで可動式ホーム柵の使用を開始[22]。
  - 9月1日：駅ナンバリング(駅番号)を導入[3]。
- 2021年（令和3年）
  - 4月1日：2階改札外のみどりの窓口の営業時間が8:00 - 20:00に変更。新幹線乗換口は変更なし。
  - 10月29日：みどりの券売機プラスを導入 [23]。
- 2025年（令和7年）7月22日：岡山駅前停留場移設工事に伴い、降車ホームが乗降兼用ホームとなる予定。
- 2026年末（令和8年）：岡山駅前停留場が駅前広場まで100メートル移転。移転前日までは現在の降車専用の停留場が乗降可能になる。

## 駅構造

### JR西日本
新幹線ホームは島式2面4線の3階の高架ホーム、在来線ホームは島式4面10線の地上ホームを持つ。なお、2004年（平成16年）から行われた構内改修により西口側にあった津山線・吉備線の16・17番のりばは西口広場拡張のため撤去されるなど、ホームの形状とのりばが大幅に変更されている。ホームの番号については以前は新幹線が1 - 4番線を利用して、在来線は5番線から数字が割り振られていた。他にも、0番線が存在していた（在来線）時期もある。
駅舎は新幹線口が表口になっている数少ない駅のひとつ。2006年（平成18年）10月に橋上化され、新幹線連絡も含め主だった機能は2階に設置されている。東西連絡道路が完成したことにより西口駅舎が廃止、改札口も一部を除き2階と地下に集約された。かつてあった高架下の長いコンコースも多くが商業施設になっている。
事務管コードは▲610623を使用している。
駅長が配置された直営駅であり、管理駅として山陽本線の北長瀬駅・庭瀬駅、宇野線の大元駅 - 久々原駅間各駅、吉備線の備前三門駅 - 備中高松駅間各駅、津山線の福渡駅 - 法界院駅間各駅を管轄している。ただし、窓口業務については2022年6月1日から2階改札外のみJR西日本中国交通サービスへの委託業務としている。
以前は北長瀬駅・庭瀬駅は倉敷駅・中庄駅（地区駅）管理、大元駅 - 久々原駅間各駅は児島駅、吉備線各駅は備中鉄道部（廃止後は新見駅〔管理駅〕・総社駅〔地区駅〕）管理だったが、行政区域と原則一致させる方針から変更された。

#### 新幹線のりば
| のりば | 路線       | 方向 | 行先                 |
| ------ | ---------- | ---- | -------------------- |
| 21・22 | 山陽新幹線 | 下り | 博多・鹿児島中央方面 |
| 23・24 | 山陽新幹線 | 上り | 新大阪・東京方面     |

- 本線は22・23番のりば、副本線（待避線）は21・24番のりばという扱いだが、特に決まった使い分けはされていない。
- 本線ホームの22番・23番のりばには可動柵ホームドアが設置されている[27][28]。
- 東京駅発当駅止まりの「ひかり」は21番のりばに到着する。また当駅始発東京駅行きの「ひかり」は24番のりばから発車する。
- 広島・博多方面へ（から）の当駅発着の「こだま」は、駅の西側に博多総合車両所岡山支所がある関係上、岡山支所から駅に逆線入線もしくは駅から車両所に向けて逆線発車する。
- 地下改札口からはイオンモール岡山への直結地下道がある。
- 新幹線乗降口だった「つどいの広場」には、1960年（昭和35年）に岡山青年会議所創立10周年を記念して初代桃太郎像（後述）、1972年（昭和47年）に山陽新幹線開業を記念して山陽放送が制作を依頼した岡本太郎の陶板レリーフ「躍進」が設置され、駅構内の待ち合わせの目印にもなっていた[29]。しかし、その後、初代桃太郎像は岡山空港正面玄関[30]、岡本太郎の陶板レリーフ「躍進」はRSK山陽放送のRSKイノベイティブ・メディアセンターに移設されている[31]。

#### 在来線のりば
当駅を経由し運転する普通列車は全て当駅で列車番号が変わり、全ての列車(特急列車や快速列車・臨時列車などを含む)で乗務員交代が行われる。
| のりば | 路線（方向）            | 行先                         | 備考（種別）                                                 |
| ------ | ----------------------- | ---------------------------- | ------------------------------------------------------------ |
| 1・2   | 山陽本線（下り）        | 倉敷・福山方面               | 普通列車                                                     |
| 1・2   | 伯備線                  | 備中高梁・新見・米子方面     | 特急「やくも」 普通列車                                      |
| 3・4   | 山陽本線（上り）        | 和気・姫路・鳥取 方面        | 特急「スーパーいなば」、 寝台特急「サンライズ」号、 普通列車 |
| 3・4   | 赤穂線                  | 西大寺・播州赤穂方面         | 普通列車                                                     |
| 5      | 瀬戸大橋線 宇野みなと線 | 茶屋町・児島・四国・宇野方面 | 快速列車、 臨時観光列車                                      |
| 6・8   | 瀬戸大橋線 宇野みなと線 | 茶屋町・児島・四国・宇野方面 | 主に四国方面の特急・快速列車・寝台特急「サンライズ」号       |
| 7      | 瀬戸大橋線 宇野みなと線 | 茶屋町・児島・四国・宇野方面 | 普通列車、 茶屋町行 快速列車                                 |
| 9      | 津山線                  | 金川・津山方面               | 普通列車、 快速「ことぶき」                                  |
| 10     | 吉備線 (桃太郎線)       | 備中高松・総社方面           | 普通列車                                                     |

上記の路線名は、旅客案内上の呼称（「瀬戸大橋線」「宇野みなと線」「桃太郎線」は愛称）で表記している。
茶屋町行きの区間快速列車については、12時台・13時台にそれぞれ1往復ずつ、計2往復設定されており、停車駅は妹尾までの各駅と茶屋町である。
営業列車での設定はないが、3番のりばからは倉敷方面・津山方面への発車も可能。4番のりばからは瀬戸大橋線・宇野みなと線方面への発車も可能。5・8番のりばからは山陽本線両方向への発車も可能で、当駅改修工事中に5番のりばから山陽本線・赤穂線の定期営業列車が発車していた（8番のりばは津山方面への発車も可能）。9・10番のりばは津山方面・総社方面の両方向の発着に対応している。
- 寝台特急「サンライズ瀬戸」「サンライズ出雲」は上り（東京方面）は4番のりば、下り（高松方面・出雲市方面）は8番のりばに停車し、分割併合を行う。
- 当駅では茶屋町方面への列車のうち、備前西市・茶屋町・児島方面発着列車を「瀬戸大橋線」、宇野発着列車を「宇野みなと線」と案内している。
- 山陽本線の下り本線は1番のりば、上り本線は4番のりばで、山陽本線の貨物列車は両のりばを通過する。瀬戸大橋線の本線は8番のりばで、瀬戸大橋線直通の貨物列車は上り下り共に8番のりばに数分停車し、運転時刻調整および乗務員交代を行う。
- 津山線の一部列車は10番のりばに到着する列車もある。だが10番のりばから津山方面に出発する定期列車は設定されていない。
- 各のりばの案内板には、路線名と方面に合わせて、それぞれののりばに入線する列車の名前を表示している。特急は赤色、快速は橙色で分けてある。
  - 1・2番のりば:「やくも」（実際は2番のりばのみ使用）
  - 3・4番のりば:「スーパーいなば」（実際は3番のりばのみ使用）[注 4]
  - 5・6・8番のりば:「しおかぜ」「南風」「マリンライナー」
- かつては寝台特急「サンライズゆめ」、夜行快速「ムーンライト九州」「ムーンライト松山」「ムーンライト高知」「ムーンライト山陽」が停車していた。
- 2009年（平成21年）以前は当駅始発で速達運転を行い、かつ徳山駅や下関駅まで直通するデータイム快速「シティライナー」が設定されていたが、2010年（平成22年）3月13日ダイヤ改正より廃止。当駅発着列車も本数を削減され糸崎駅発着が中心となった（快速列車の発着も朝の福山駅発の「通勤ライナー」に役割を譲った）。
- 徳島方面からの特急「うずしお」の乗り入れは、2025年3月ダイヤ改正で廃止され、高松駅発着となった。

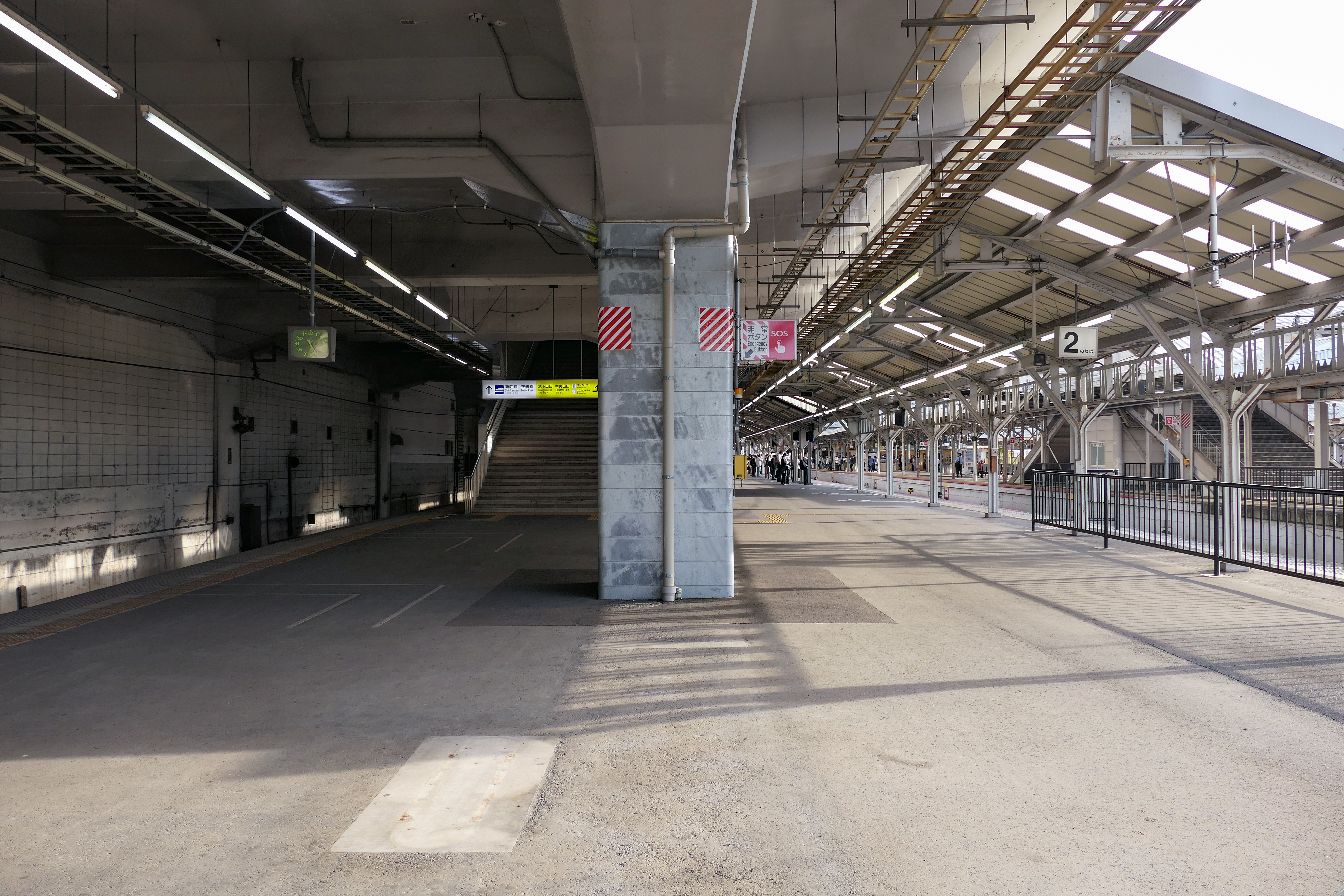
在来線1・2番のりば（2022年10月）
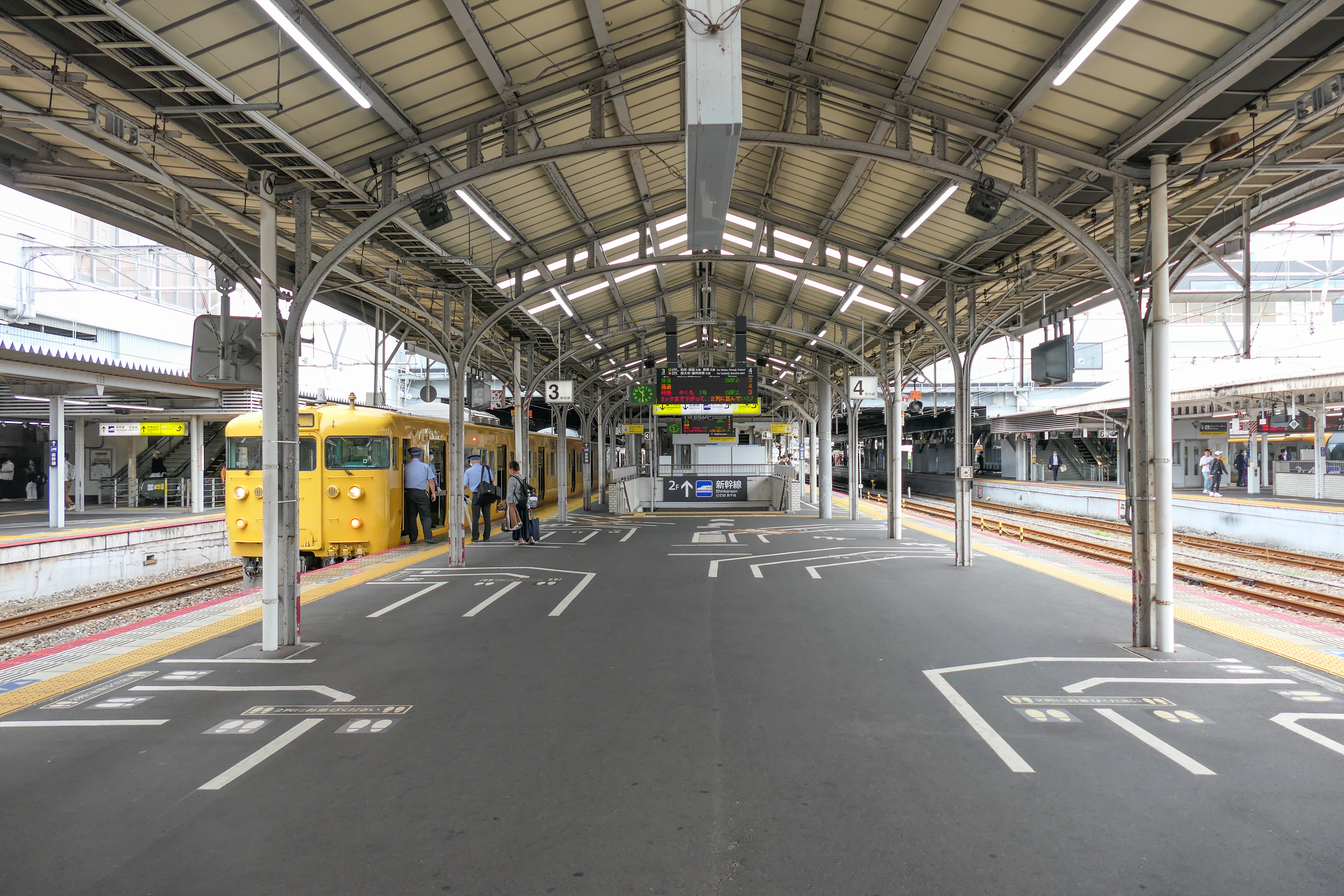
在来線3・4番のりば（2022年10月）
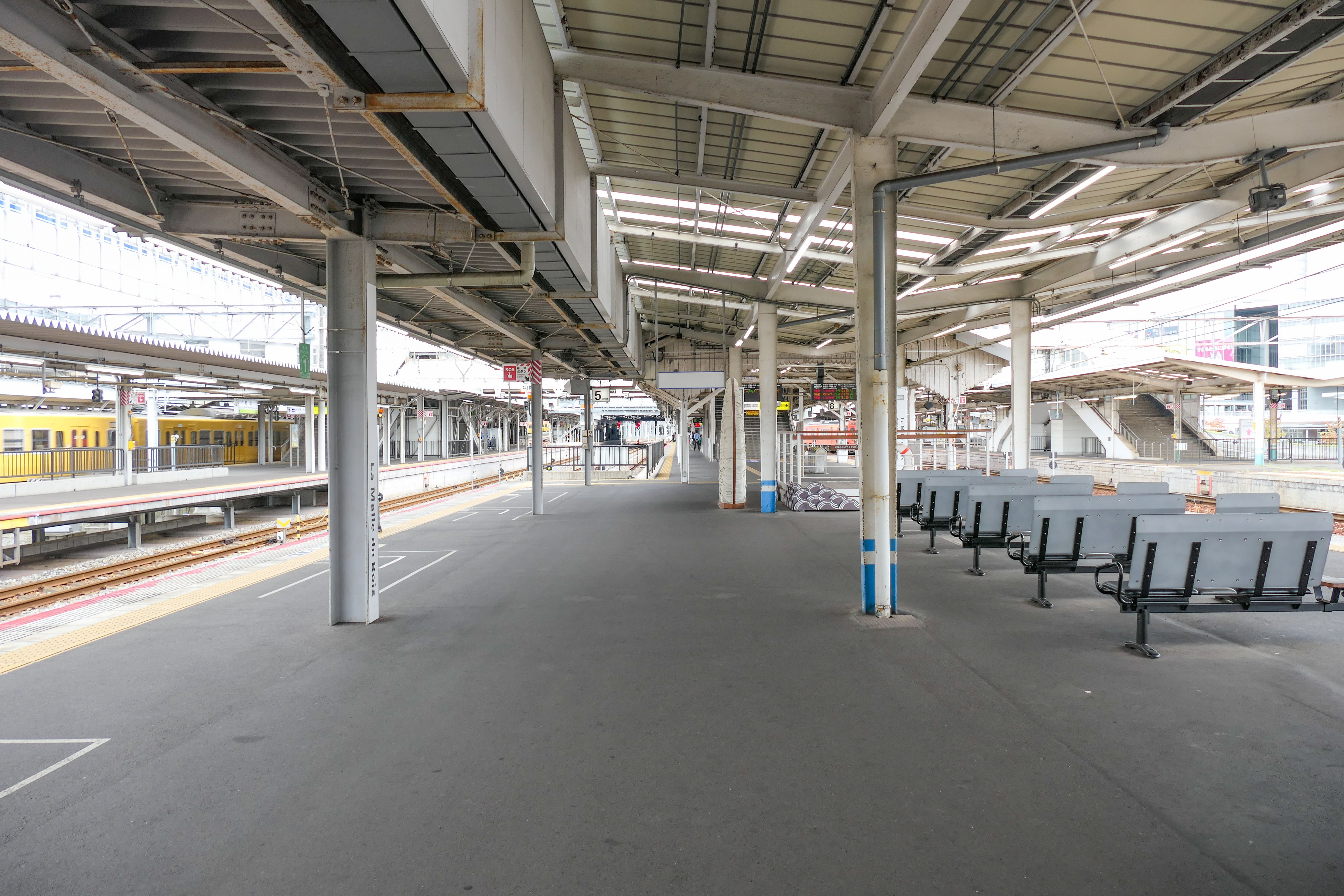
在来線5・8番のりば（2022年10月）
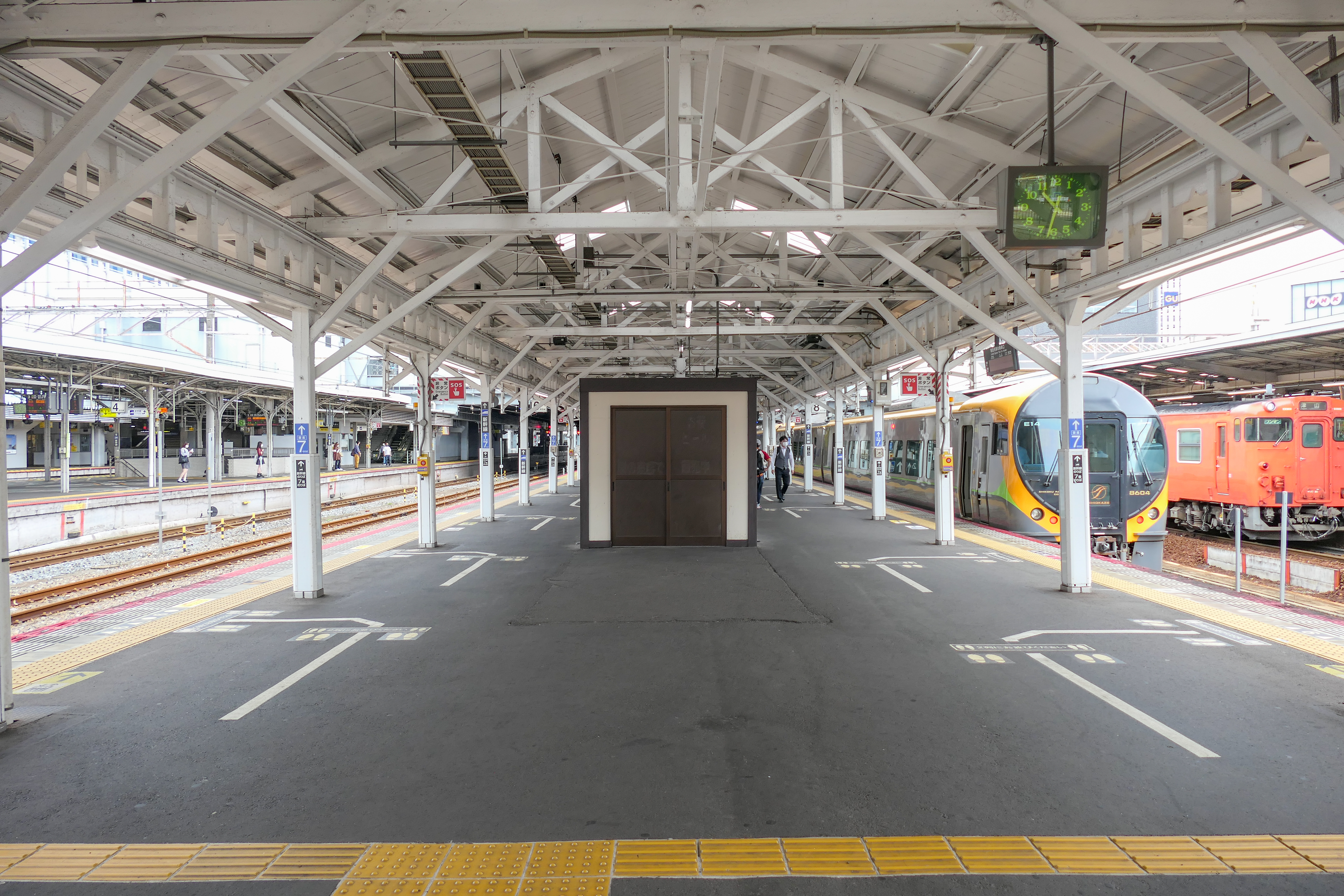
在来線6・8番のりば（2022年10月）
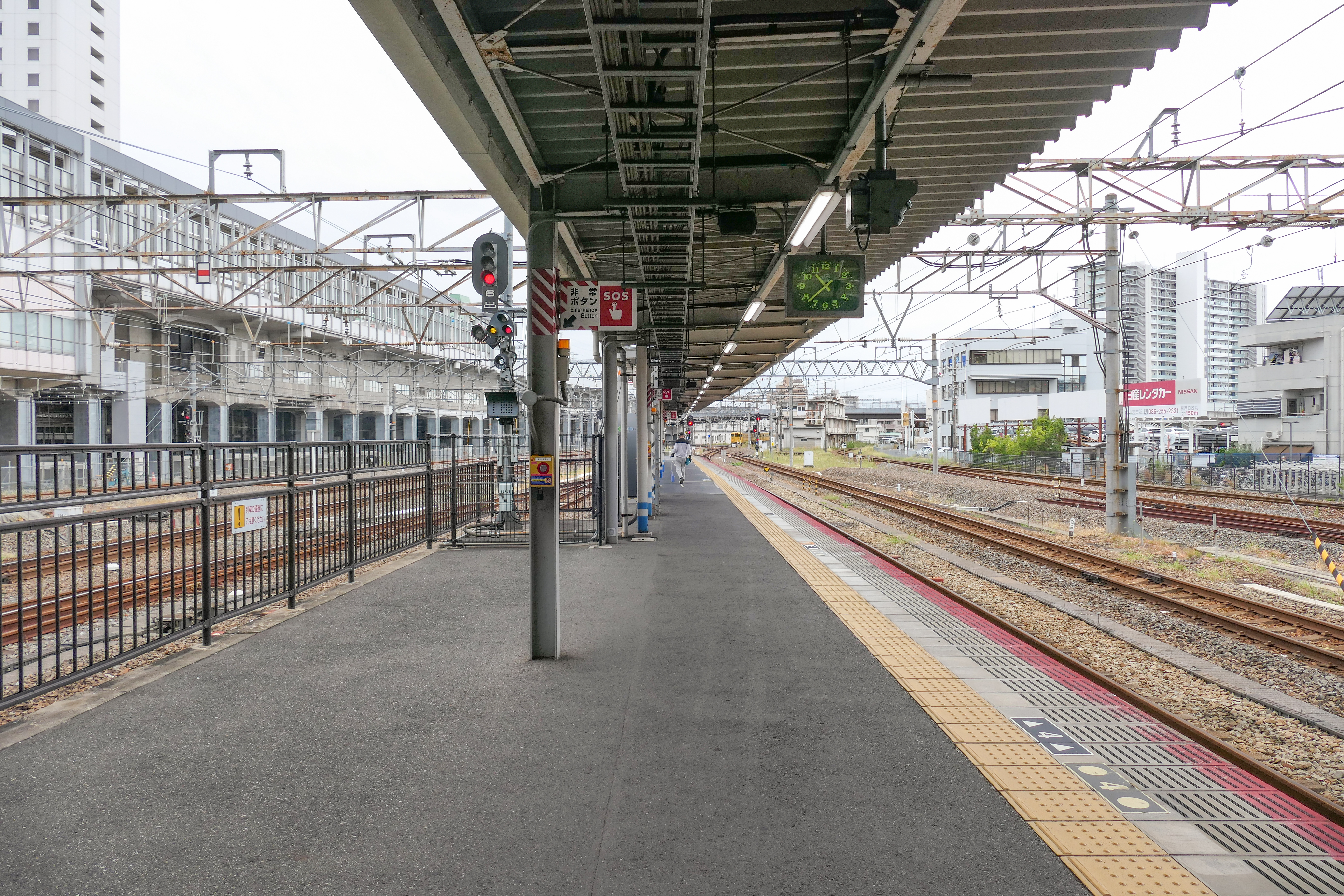
在来線7番のりば（2022年10月）
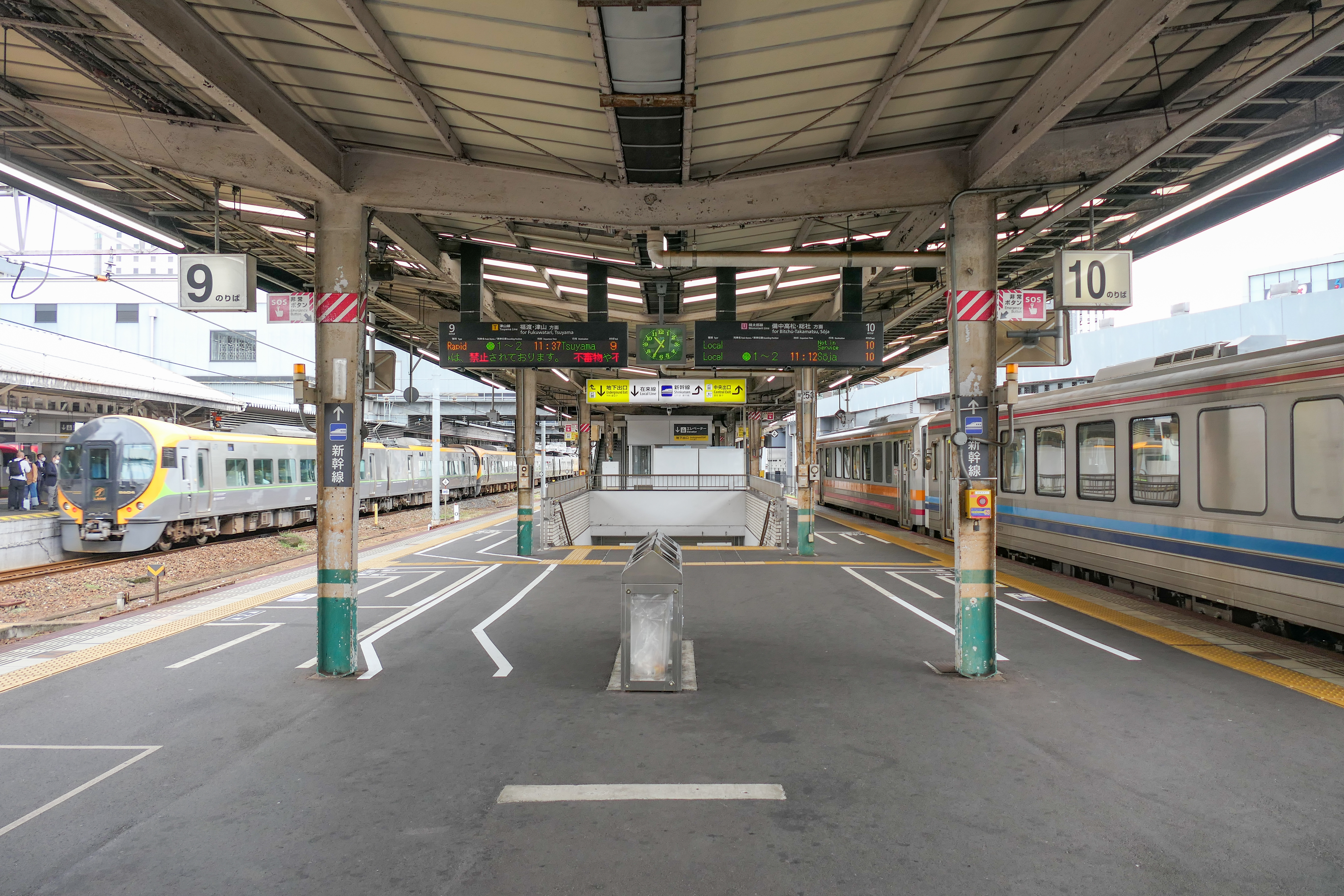
在来線9・10番のりば（2022年10月）
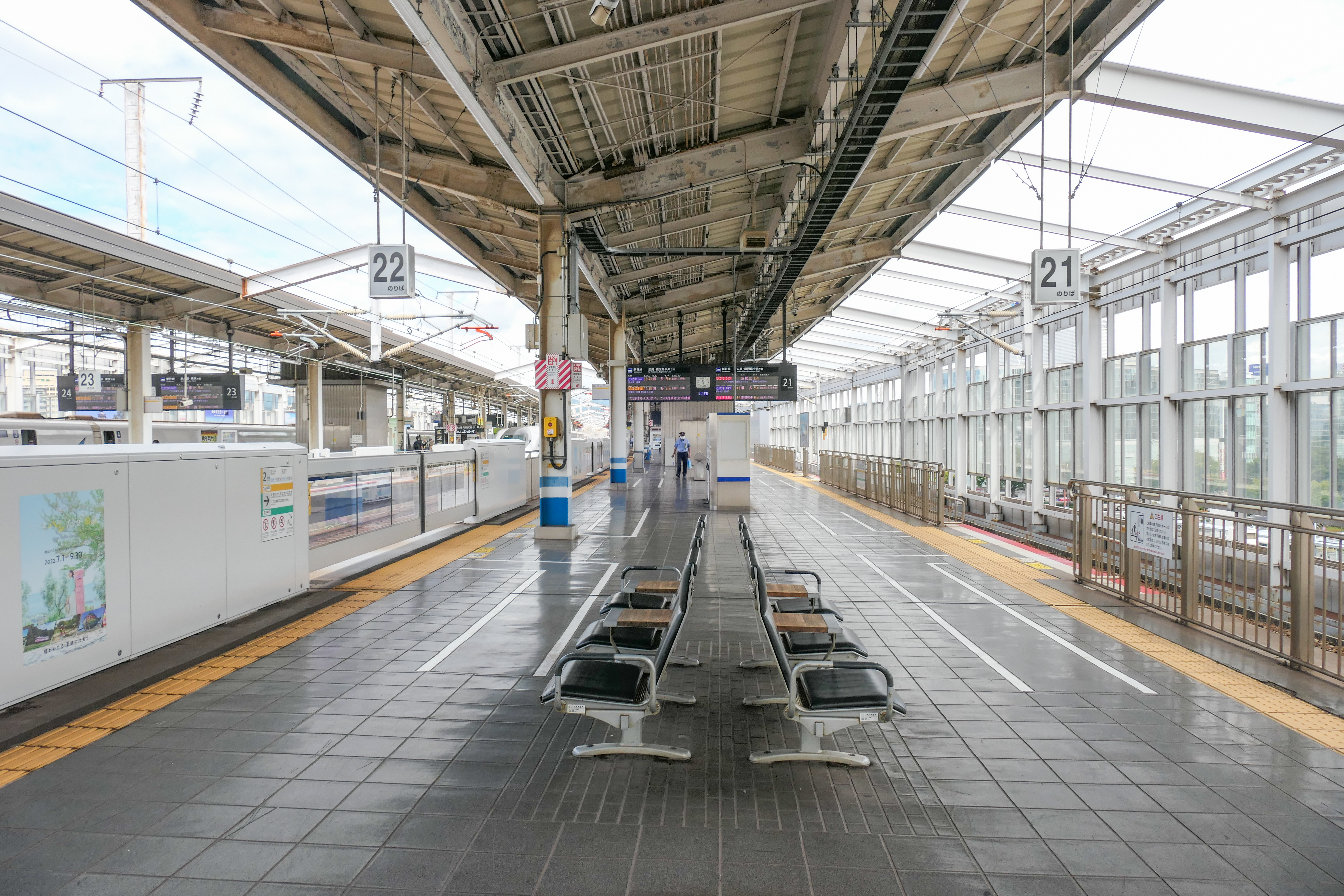
新幹線21・22番のりば（2022年9月）
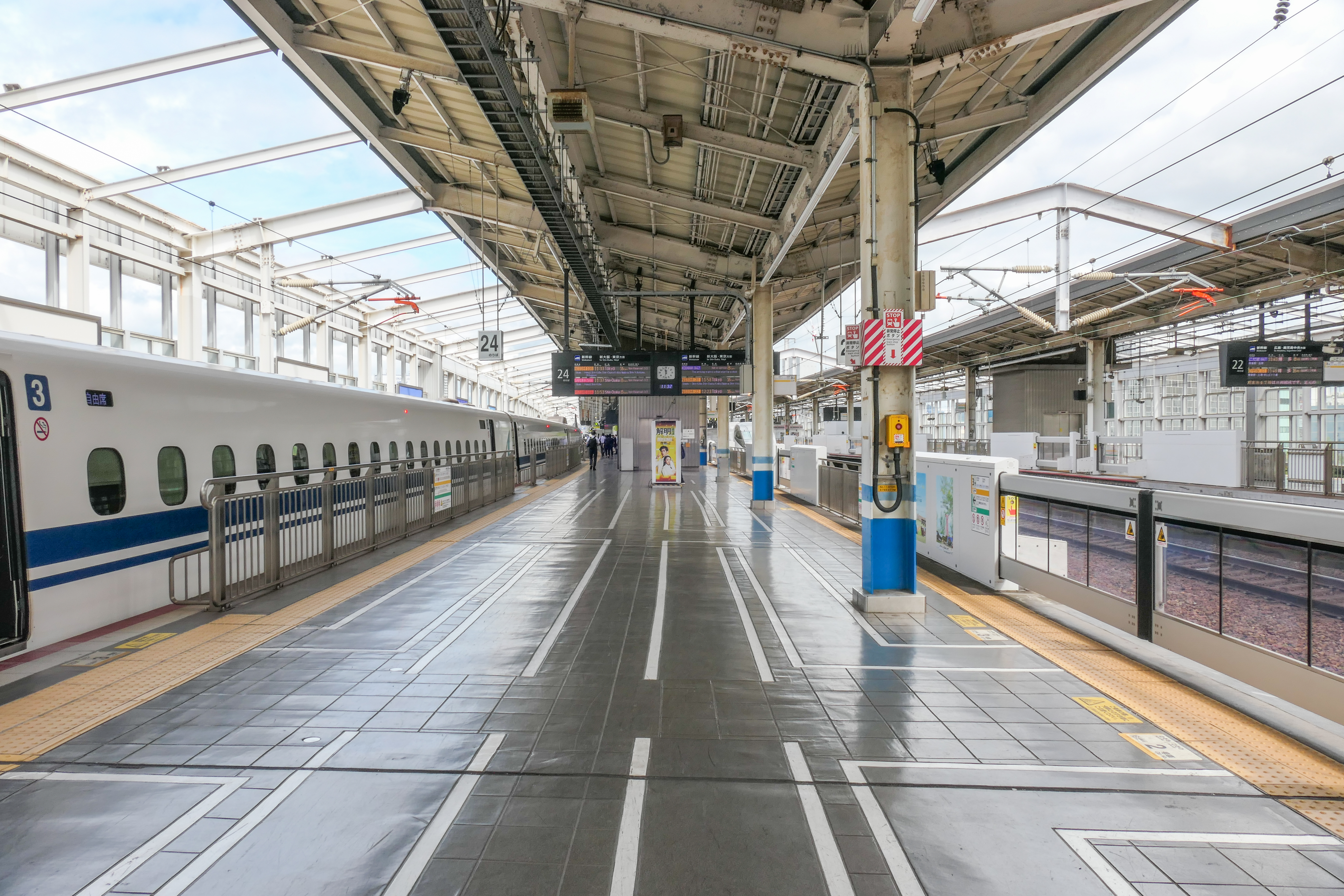
新幹線23・24番のりば（2022年9月）

##### 橋上駅舎工事前
| のりば            | 路線（方向）        | 行先                           | 備考                                                             |
| ----------------- | ------------------- | ------------------------------ | ---------------------------------------------------------------- |
| 5(0)              | 予備ホーム          | 予備ホーム                     | 予備ホーム                                                       |
| 6(5)              | ■山陽本線（下り）   | 倉敷・福山・広島方面           | 快速「サンライナー」                                             |
| 7・8・10(6・7・9) | ■山陽本線（下り）   | 倉敷・福山・広島方面           | 快速「サンライナー」、寝台特急（九州方面）含む                   |
| 7・8・10(6・7・9) | ■伯備線             | 倉敷・備中高梁・新見・米子方面 | 特急「やくも」含む、寝台特急「サンライズ瀬戸・出雲」は13番のりば |
| 9(8)              | （使用停止中）      | （使用停止中）                 | （使用停止中）                                                   |
| 11・13(10・11)    | ■瀬戸大橋線・宇野線 | 茶屋町・児島・四国・宇野方面   | 主に四国方面の特急・快速列車                                     |
| 12(西11)          | ■瀬戸大橋線・宇野線 | 茶屋町・児島・四国・宇野方面   | 普通列車と一部快速列車のみ                                       |
| 14・15(12・13)    | ■山陽本線（上り）   | 和気・姫路・鳥取方面           | 特急「スーパーいなば」、寝台特急（東京方面）含む                 |
| 14・15(12・13)    | ■赤穂線             | 西大寺・播州赤穂方面           |                                                                  |
| 16(14)            | ■津山線             | 福渡・津山方面                 | 急行「つやま」を含む                                             |
| 17(15)            | ■吉備線             | 備中高松・総社方面             |                                                                  |

括弧内は1993年3月ダイヤ改正までののりば番号。
- 5番のりばは、上り方面からの出入りが可能な切欠きホームで、行き止まりとなった当初は山陽本線・赤穂線の上り列車の一部が使用していたが、改良工事直前の頃は使用されず、2003年に103系USJラッピング車両や「マリンライナー」用5000系や「スーパーいなば」用キハ187系の展示に使用されるなどした。かつては通り抜けが可能な構造であったが、1986年6月に当時の中央改札が設置されて行き止まり式となった[32]。
- 6番のりばは、下り方面からの出入りが可能な切欠きホームであり、基本的に「サンライナー」が発着する。
- 9番のりばは、赤穂線の開通に伴って1962年に設置された。上り方面からの出入りが可能な切欠きホームで、赤穂線専用ホームとして使われていたが、改良工事直前の頃は使用停止状態であった。
- 12番のりばは、瀬戸大橋線の開通に伴って1988年に設置された。宇野線上り方面からの出入りが可能な切欠きホームで、当初は「西11番のりば」と呼ばれた。
- 駅東寄りに引き上げ線3線、西寄りの山陽本線下り本線と瀬戸大橋線間に電留線が存在する。
- 15番のりばと16番のりばの間にホームのない線路が1本あり、上り貨物列車が通過していた。なお、下り貨物列車は7番のりばを通過していた。

このホームでの運用では、以下に示す3点が問題とされた。
- 輸送量の観点から山陽本線では西側での折り返し運転が多いが、東引き上げ線が不足していた。そのため、ホームで直接折り返したり西電留線にいったん引きあげる必要があり、発着ホームが分散していた。
- 山陽本線下りホームと上りホームの間に瀬戸大橋線ホームが存在しており、山陽本線上りホームから西電留線に向かう際に瀬戸大橋線との平面交差が発生する。
- 瀬戸大橋線ホームが3線しかなく、これ以上の輸送力増強が難しい。

これらの課題解決および岡山市による駅西口の開発スペース捻出を行うため、2004年3月14日から改良工事が開始された。2005年1月23日には19年ぶりに5番のりばが復活し、6・7番のりばが使用停止となった。その後、順々にホーム使用停止・整備完了による使用再開を繰り返し、2面4線のホームでさばいていた山陽本線・伯備線下り列車のホームを1面2線に統合した。これによって捻出されたホームは山陽本線・赤穂線上り用に転用することで平面交差を解消した。瀬戸大橋線・宇野線用ホーム関しては、ホームのない回送用線路を流用して1面増設による1面4線化が行われた。2007年11月の津山線・吉備線ホームの移転をもってホーム改良工事は完了した。旧津山線・吉備線ホーム跡地には、ロータリーやバス停などの整備が行われた。
このホーム数削減に合わせて、エレベーターの設置および橋上駅舎新設工事が行われた。
2008年3月15日以降、ホームのりば番号が変更され、1 - 10番のりばと改められた。
| ホーム    | 改良工事前                      | 2005年1月23日                            | 2005年7月17日                         | 2005年12月18日                                                        | 2006年7月9日                                                                  | 2006年12月10日                                                                      | 2007年7月1日                     | 2007年11月18日                   | 2008年3月15日                 |
| --------- | ------------------------------- | ---------------------------------------- | ------------------------------------- | --------------------------------------------------------------------- | ----------------------------------------------------------------------------- | ----------------------------------------------------------------------------------- | -------------------------------- | -------------------------------- | ----------------------------- |
| 1号ホーム | 6・7 山陽本線（下り）・伯備線   | 5 山陽本線（下り）・伯備線 6・7 使用停止 | 5・6 山陽本線（下り）・伯備線         | 5・6 山陽本線（下り）・伯備線                                         | 5・6 山陽本線（下り）・伯備線                                                 | 5・6 山陽本線（下り）・伯備線                                                       | 5・6 山陽本線（下り）・伯備線    | 5・6 山陽本線（下り）・伯備線    | 1・2 山陽本線（下り）・伯備線 |
| 2号ホーム | 8・10 山陽本線（下り）・伯備線  | 8・10 山陽本線（下り）・伯備線           | 8・10 山陽本線（下り）・伯備線        | 8 山陽本線（下り）・伯備線 10 山陽本線（上り・下り）・ 伯備線・赤穂線 | 7・8 山陽本線（上り・下り）・ 伯備線・赤穂線                                  | 使用停止                                                                            | 7・8 山陽本線（上り）・赤穂線    | 7・8 山陽本線（上り）・赤穂線    | 3・4 山陽本線（上り）・赤穂線 |
| 3号ホーム | 11・12・13 瀬戸大橋線・宇野線   | 11・12・13 瀬戸大橋線・宇野線            | 11・13 瀬戸大橋線・宇野線 12 使用停止 | 11 使用停止 12・13 瀬戸大橋線・宇野線                                 | 9 山陽本線（上り）・赤穂線・ 瀬戸大橋線・宇野線 10・11・12 瀬戸大橋線・宇野線 | 9 山陽本線（上り・下り）・赤穂線・ 瀬戸大橋線・宇野線 10・11・12 瀬戸大橋線・宇野線 | 9・10・11・12 瀬戸大橋線・宇野線 | 9・10・11・12 瀬戸大橋線・宇野線 | 5・6・7・8 瀬戸大橋線・宇野線 |
| 4号ホーム | 14・15 山陽本線（上り）・赤穂線 | 14・15 山陽本線（上り）・赤穂線          | 14・15 山陽本線（上り）・赤穂線       | 14 山陽本線（上り）・ 赤穂線・瀬戸大橋線 15 山陽本線（上り）・赤穂線  | 13・14 山陽本線（上り）・赤穂線 方面                                          | 13・14 山陽本線（上り）・赤穂線 方面                                                | 使用停止                         | 13・14 津山線・吉備線            | 9・10 津山線・吉備線          |
| 5号ホーム | 16・17 津山線・吉備線           | 16・17 津山線・吉備線                    | 16・17 津山線・吉備線                 | 16・17 津山線・吉備線                                                 | 16・17 津山線・吉備線                                                         | 16・17 津山線・吉備線                                                               | 16・17 津山線・吉備線            | 撤去                             | 撤去                          |

#### 入線メロディ
在来線ホームには入線メロディが存在する。メロディにはアナウンスが被り、CTC導入後はアナウンスが終わるとメロディも途中でフェードアウトし（導入前は最後まで鳴っていた）、そこから列車が停車するまでJR西日本の標準メロディが流れ続ける。
| のりば | 路線                     | 入線メロディ                                |
| ------ | ------------------------ | ------------------------------------------- |
| 1      | 山陽本線（下り）・伯備線 | いい日旅立ち+JR西日本標準メロディ           |
| 2      | 山陽本線（下り）・伯備線 | 汽車+JR西日本標準メロディ                   |
| 3・4   | 山陽本線（上り）・赤穂線 | 線路は続くよどこまでも+JR西日本標準メロディ |
| 5-8    | 瀬戸大橋線・宇野線       | 瀬戸の花嫁+JR西日本標準メロディ             |
| 9・10  | 津山線・吉備線           | 桃太郎+JR西日本標準メロディ                 |

- 9・10番のりば（旧：14・15番のりば）は、2006年（平成18年）7月の改番時以前まで『線路は続くよどこまでも』が使われており、2番のりば（当時：7番のりば。切り欠きの旧6番のりば含む）で『いい日旅立ち・西へ』、現在の3・4番のりば（当時：8・10番のりば。切り欠きの旧9番のりば含む）で『汽車』が使われていた[注 8]。
- 新幹線ホームには入線メロディは無いが、接近放送の前に以前ひかり・こだまで使われていた始発・終着駅用チャイムをアレンジしたメロディが流れる。また、発車メロディとしてゴダイゴの『銀河鉄道999』が使われている。

駅スタンプは「日本三大名園後楽園と岡山城」。

#### 駅構内の施設

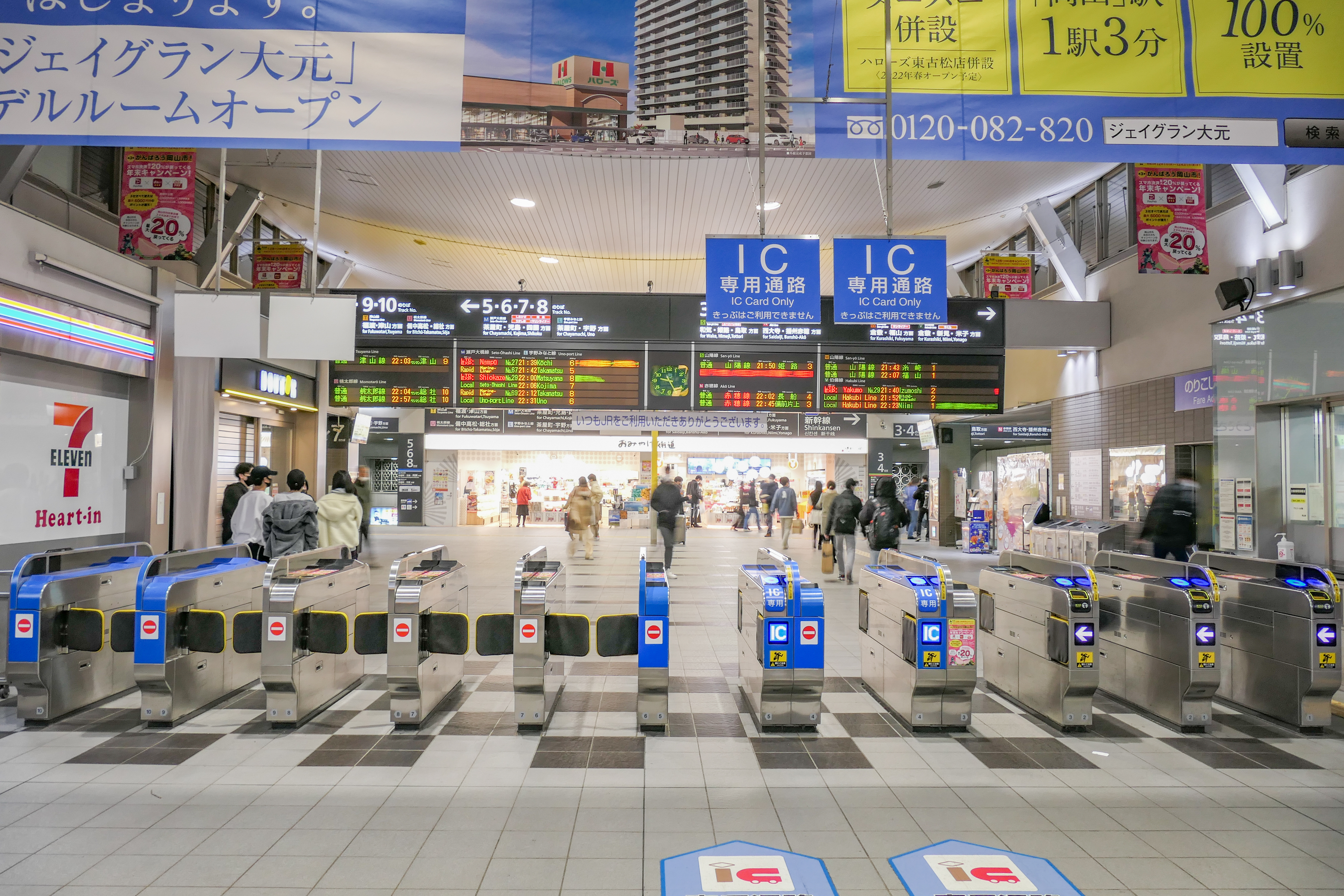
中央改札口（2021年12月）
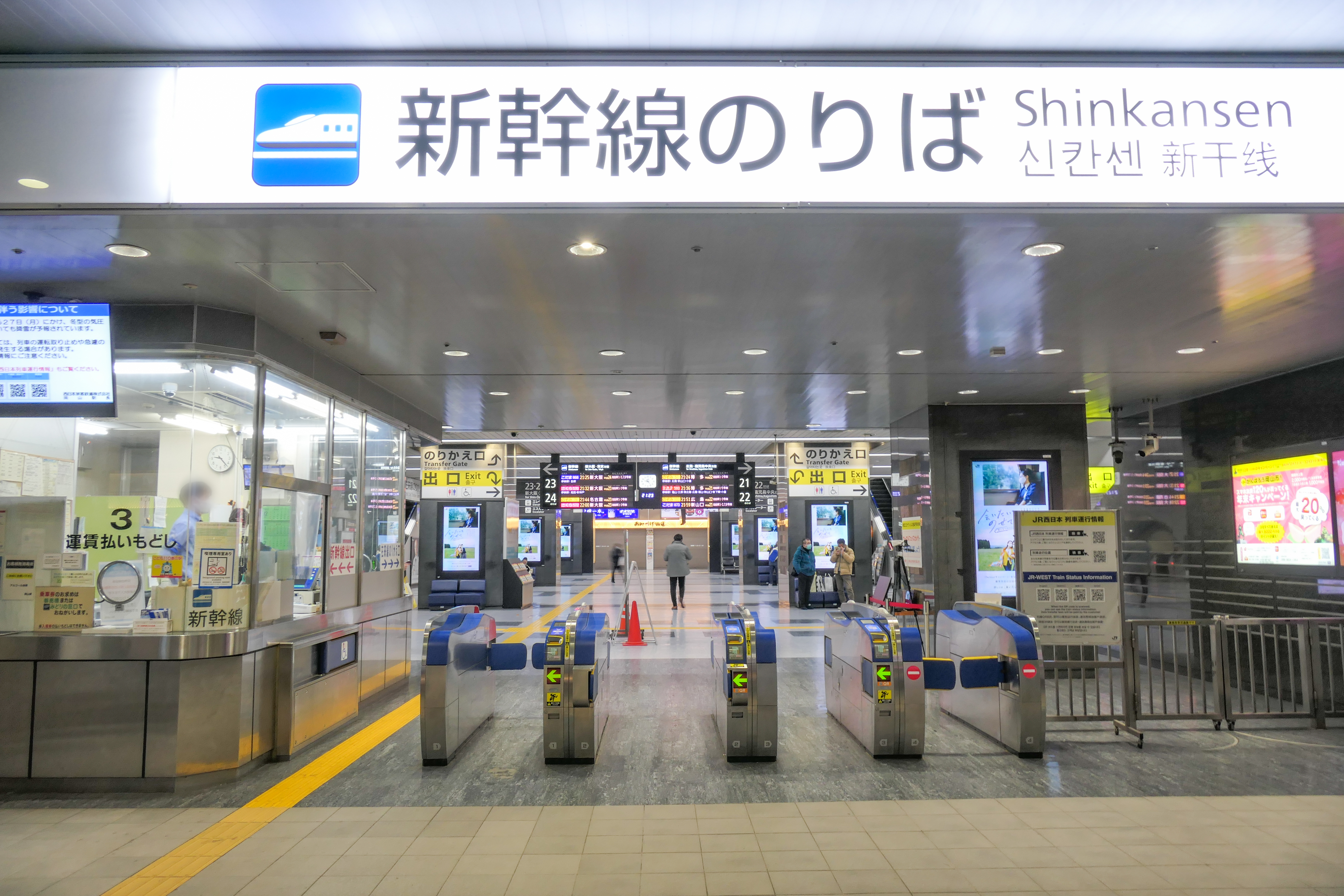
新幹線改札口（2021年12月）
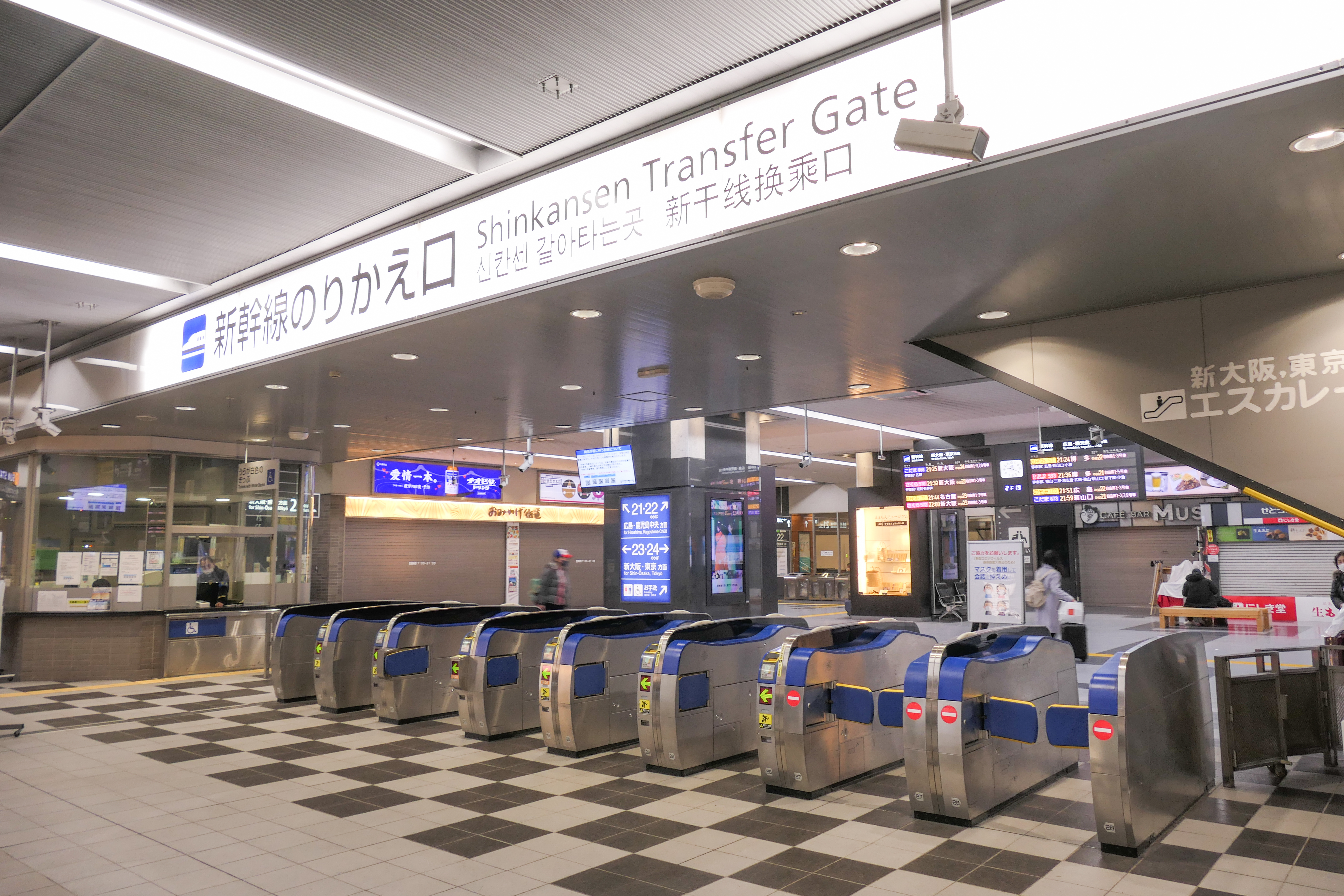
新幹線のりかえ改札口（2021年12月）
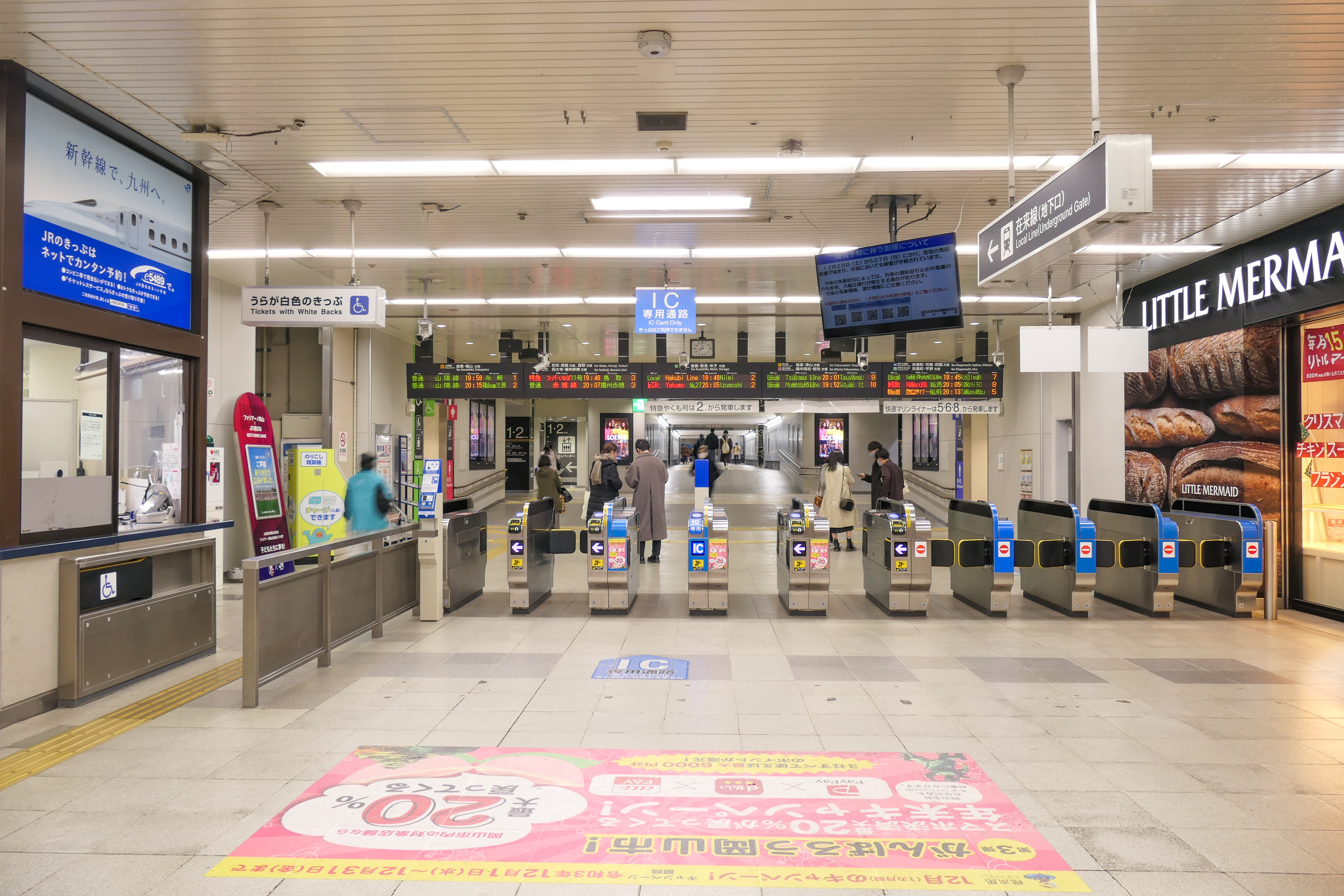
地下改札口（2021年12月）
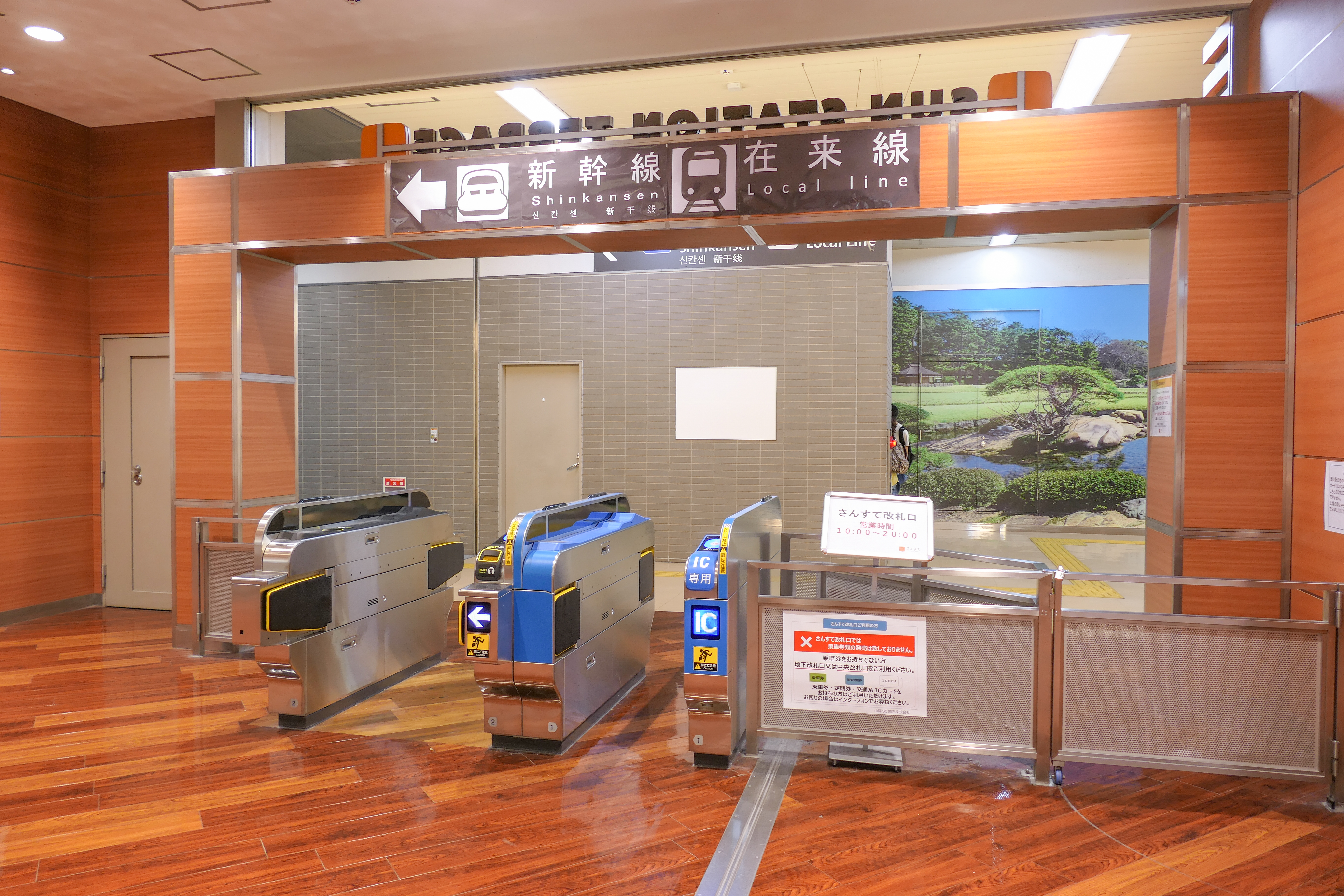
さんすて改札口（2022年10月）

##### 東口

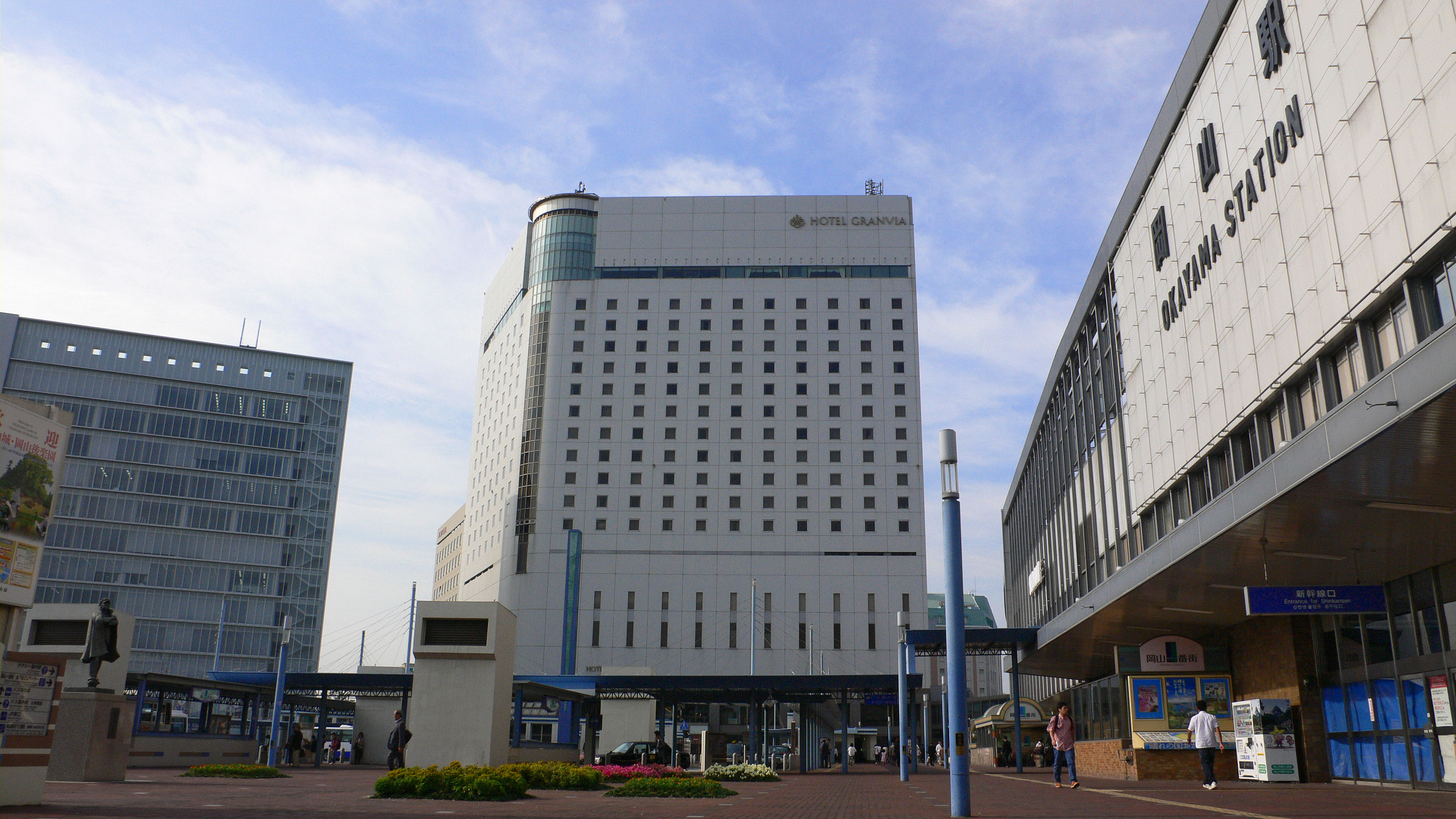
ターミナルスクエア、ホテルグランヴィア岡山

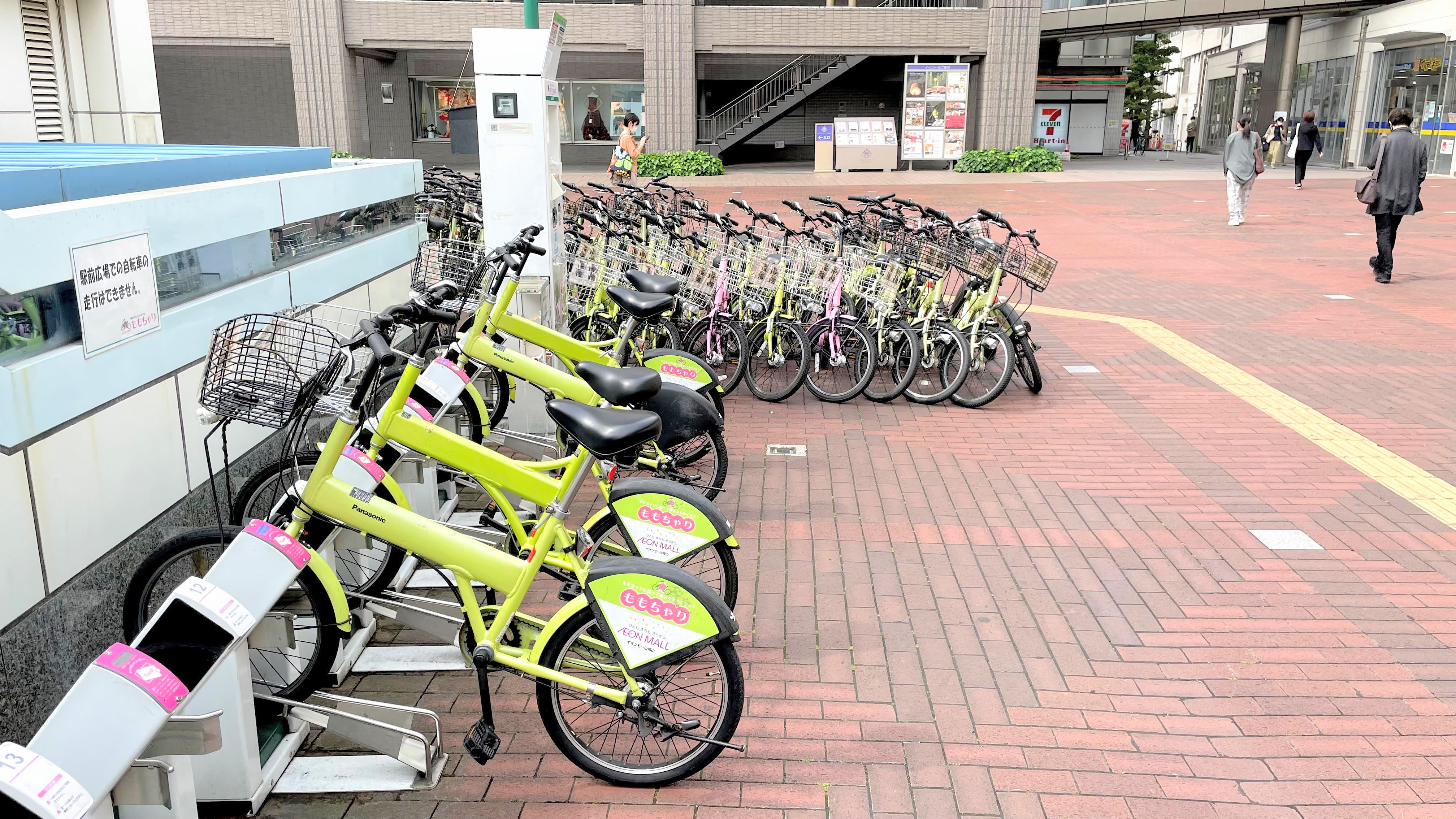
レンタサイクルももちゃり 岡山駅東口ポート

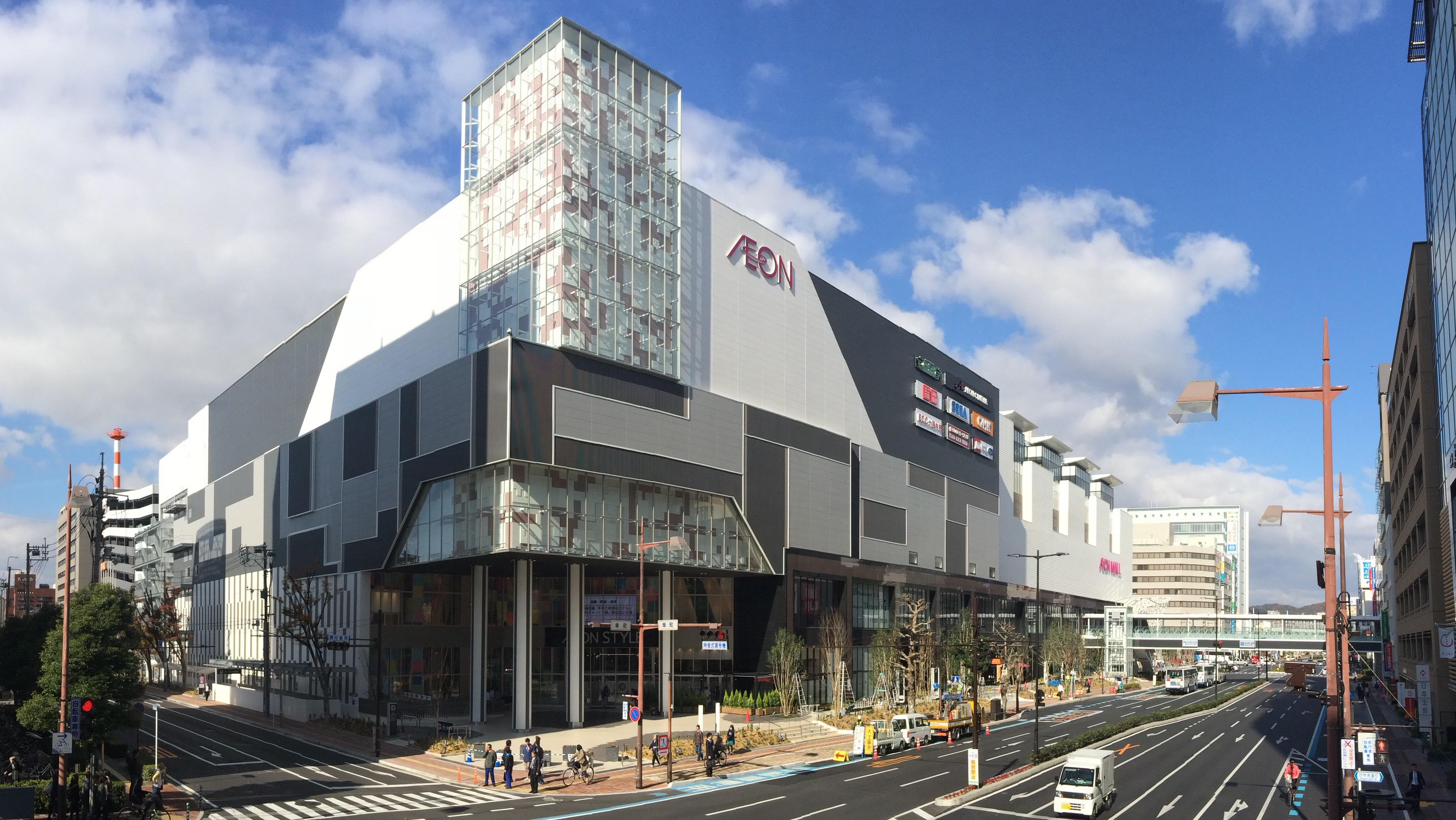
市役所筋に面したイオンモール岡山

2階
- 中央改札
- みどりの窓口、みどりの券売機
- 岡山県警察鉄道警察隊
- 案内所

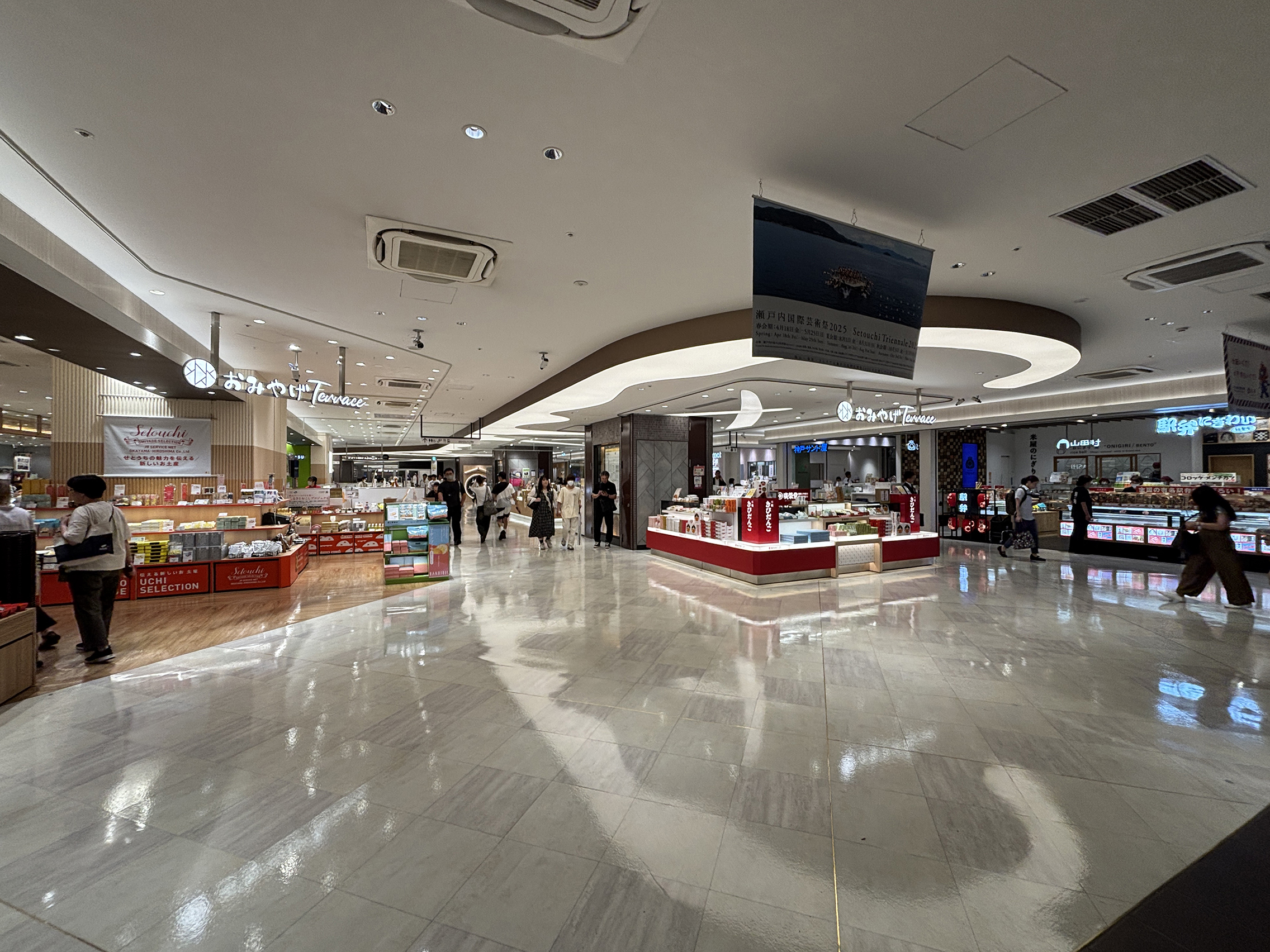
さんすて南館2階（2025年）

- ジパングサロン（2018年1月8日をもって閉鎖）
- 多目的室（授乳室）
- エキLANスポット（公衆無線LANサービス）※2階待合所付近のみ利用可
- 日本旅行Tis岡山支店
- セブン-イレブンハートインJR岡山駅中央改札口店（コンビニ）
  - 2014年6月4日にハートイン単独ブランド店舗から転換。JR西日本グループとセブン-イレブン・ジャパンの初の提携店舗（5店舗）のうちの1つ。
- ドトールコーヒー（改札内）
- サンステーションテラス岡山（愛称：さんすて）
  - 南館 ― ショッピング・飲食ゾーン
  - 北館 ― ショッピングゾーン
    - さんすて改札口（在来線北改札。無人・自改2レーン出・入両用）※営業時間10：00 - 20：00（さんすて北館営業中のみ使用可能）

1階
- サンステーションテラス岡山・北館

1階外側 ホテルグランヴィア方面
- 岡山中央警察署岡山駅東口幹部交番
- 駅レンタカー
- お忘れ物センター
- 荷物一時預り所
- レンタサイクル駅リンくん
- パーク・アンド・ライド駐車場

地下
- 地下改札
- みどりの券売機
- セブン-イレブンハートイン（コンビニ）
- マツモトキヨシ岡山駅B1店
- 岡山木村屋岡山駅地下店
- ジュピター岡山店（輸入食材・高級食材やコーヒー豆の店）
- リトルマーメイド岡山駅店
- 東西連絡地下道

##### 西口
- 東西連絡地下道
- 西口交通広場
- 岡山駅西口ビル
  - サンステーションテラス岡山・西館
  - ヴィアイン岡山
- 東横INN岡山駅西口広場
- 岡山県立岡山工業高等学校

旧西口駅舎は2007年11月18日以降閉鎖され、橋上駅舎2階の中央改札口に統合された。旧西口駅舎と旧津山線・吉備線ホーム跡地には岡山市によって西口交通広場が整備され、2010年4月28日に竣工し同年5月10日に開業した。1階にバスターミナルと一般車乗降場、2階にタクシー乗降場が設けられている。

##### その他
- ICOCA対応ロッカー

### 岡山電気軌道
岡山電気軌道東山線・清輝橋線の岡山駅前停留場は、駅東口から東方向（岡山城方面）へ伸びる桃太郎大通りの起点付近の道路中央に在し、島式ホーム1面2線の形式をとるが、駅（西）寄りに乗車専用ホーム、東寄りには降車専用ホームを設置している。東西連絡通路方面など地上から利用の場合や、車椅子での利用の場合は駅前横断歩道を経由して、また地下改札方面からの利用の場合は地下道（地下街「岡山一番街」を経由）を経由して停留場へ向かう。駅番号は東山線がH01、清輝橋線がS01。
JR岡山駅から岡山駅前停留所までの距離は約180メートルあり、乗り換えに時間が掛かることがネックとなっている。そのため、高架化や地下化も含めた岡山駅前東口広場への乗り入れ案が検討され、2015年11月、岡山市は既存の駅前電停から駅前広場内まで軌道を伸ばす「平面乗り入れ方式」に絞ったことを明らかにした。

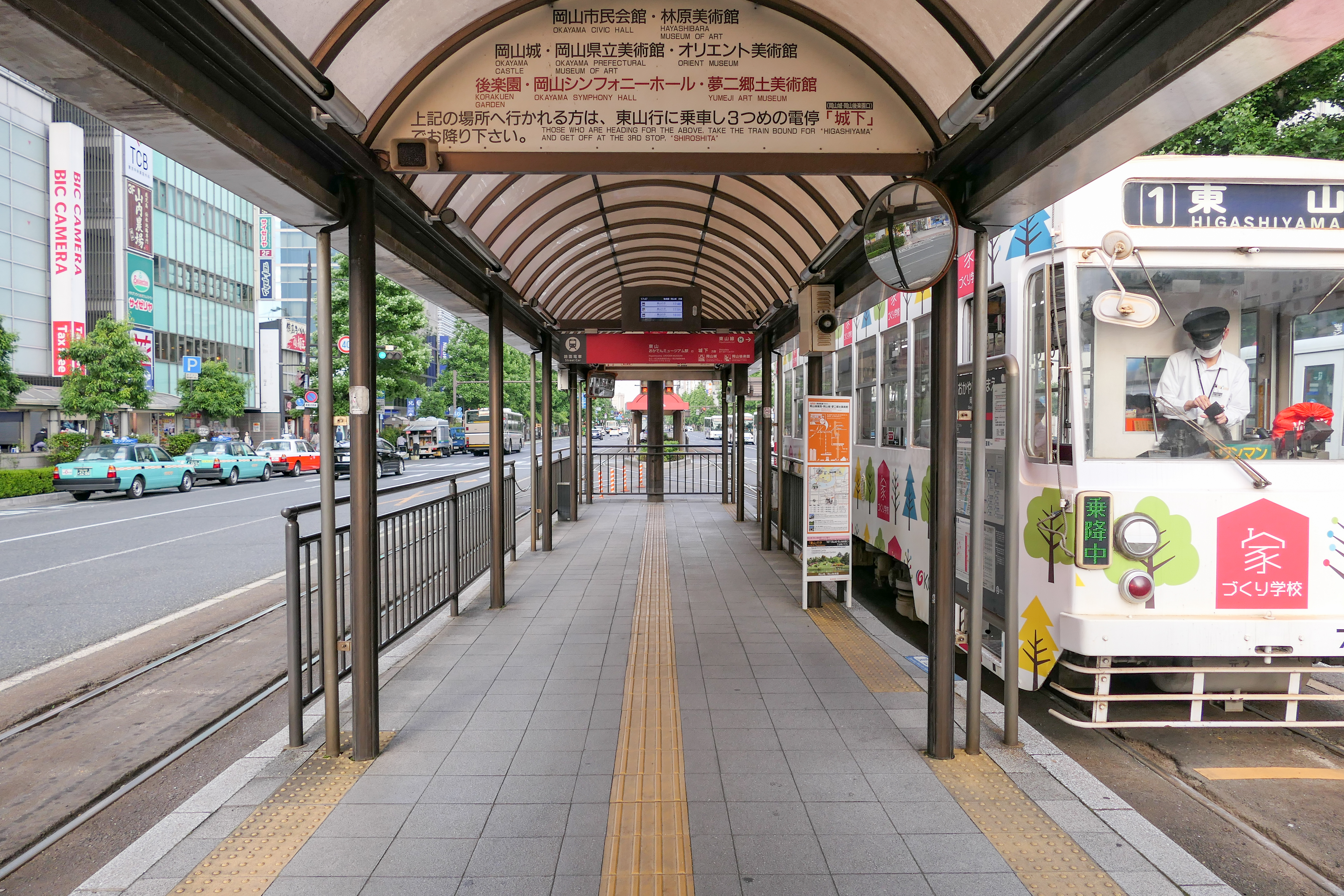
乗車専用ホーム（2023年6月）
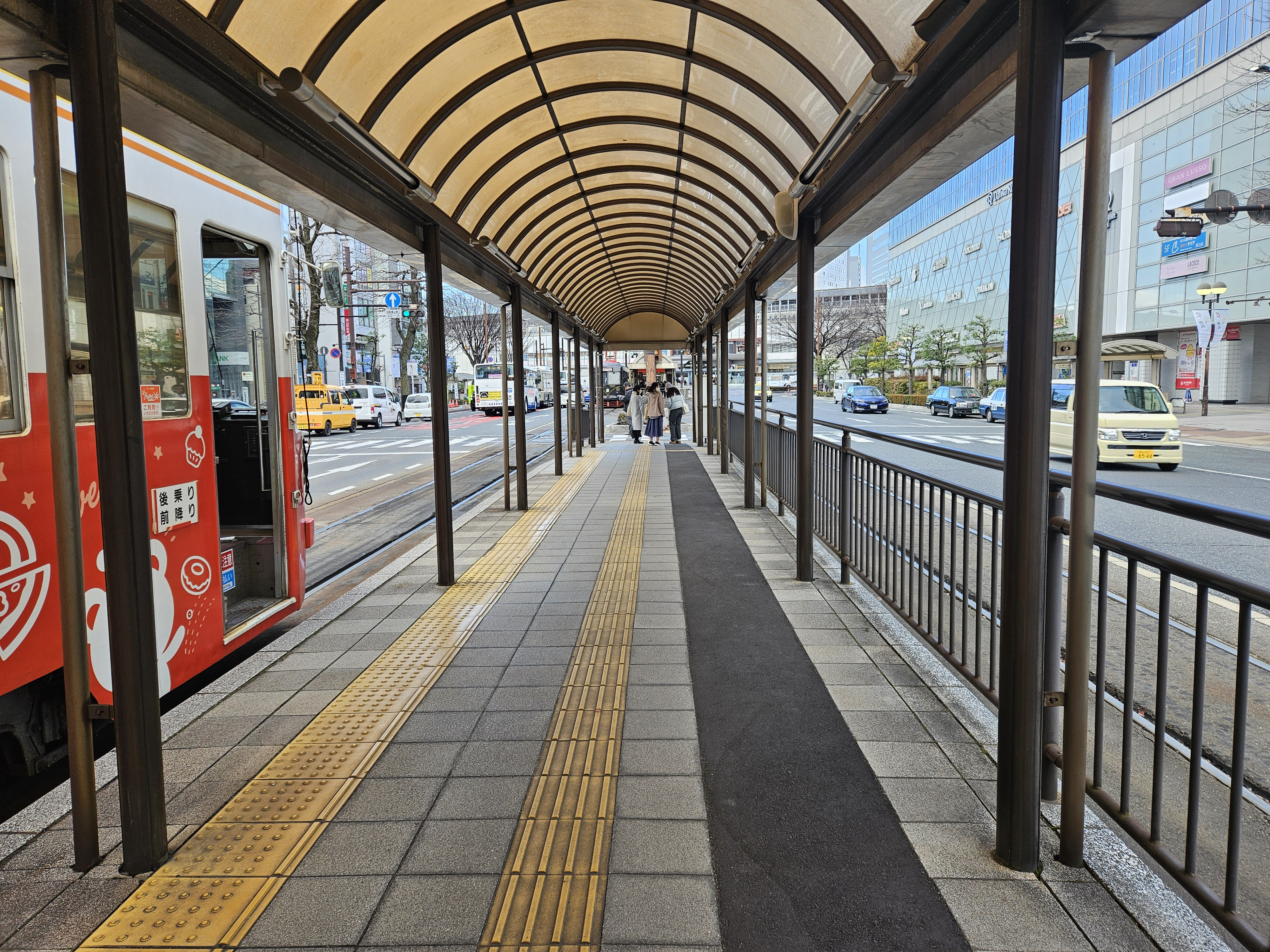
降車専用ホーム（2025年2月）
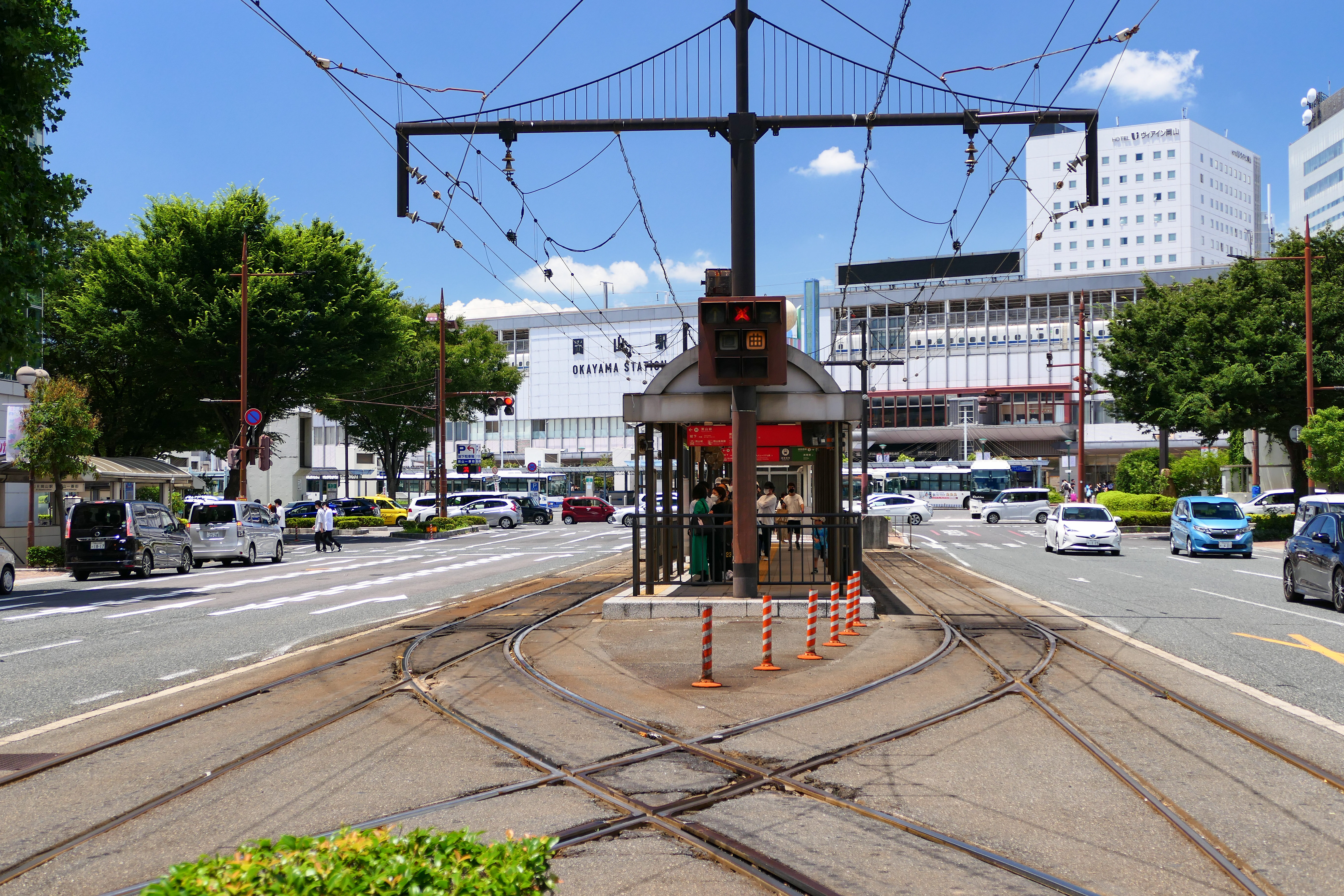
構内。背後にJR岡山駅が見える（2023年7月）

2020年3月11日に国土交通省が発表した内容では、現行の岡山駅前駅は存続し岡山駅の東口・正面付近に停車場を設けるとしている。この工事によりピーコック噴水やモニュメント「吉備沃野」は撤去されることになった（後述）。

## 駅弁
主に三好野本店、他に三原駅でも駅弁を販売する浜吉などが製造・販売している。主な駅弁は下記の通り。
- 贈答用祭ずし
- 瀬戸内名物あなごめし
- お祭り弁当
- 岡山後楽園のお弁当（季節によって内容が変わる：春・夏・秋・冬）
- 500系ハローキティ新幹線弁当
- ひっぱりだこ飯 岡山版
- 下津井旅情
- 厳選かきめし(12 - 3月販売)
- せとうち日和
- おむすびころりん
- 栗おこわ弁当
- 桃太郎の祭ずし
- 元祖珍辨たこめし
- いいとこ鶏弁当
- 季節のご飯とにぎわい弁当（季節によって内容が変わる：春・夏・秋・冬）
- 八角祭弁当
- 味折小町

## 利用状況
2023年度の乗車人員は65,338人。これはJR西日本の駅では9位。中国・四国地方では広島駅に次いで2番目に多い。岡山県内では最多。また、山陽本線の西明石から海田市までの複線区間としては最も多い。
| 年度               | 1日平均 乗車人員 | 内訳   | 内訳   | 出典                    |
| 年度               | 1日平均 乗車人員 | 新幹線 | 在来線 | 出典                    |
| ------------------ | ---------------- | ------ | ------ | ----------------------- |
| 1995年（平成07年） | 64,580           | -      | -      | [ 統計 3 ]              |
| 1996年（平成08年） | 64,709           | -      | -      | [ 統計 4 ]              |
| 1997年（平成09年） | 63,825           | -      | -      | [ 統計 5 ]              |
| 1998年（平成10年） | 63,062           | -      | -      | [ 統計 6 ]              |
| 1999年（平成11年） | 62,126           | -      | -      | [ 統計 7 ]              |
| 2000年（平成12年） | 61,568           | -      | -      | [ 統計 8 ]              |
| 2001年（平成13年） | 60,790           | -      | -      | [ 統計 9 ]              |
| 2002年（平成14年） | 60,039           | 9,990  | 50,049 | [ 統計 10 ]             |
| 2003年（平成15年） | 60,434           | 10,150 | 50,284 | [ 統計 11 ]             |
| 2004年（平成16年） | 59,275           | 10,125 | 49,150 | [ 統計 12 ]             |
| 2005年（平成17年） | 59,475           | 10,431 | 49,044 | [ 統計 13 ]             |
| 2006年（平成18年） | 59,318           | 10,643 | 48,675 | [ 統計 14 ]             |
| 2007年（平成19年） | 60,100           | 11,205 | 48,895 | [ 統計 15 ]             |
| 2008年（平成20年） | 58,986           | 11,211 | 47,775 | [ 統計 16 ]             |
| 2009年（平成21年） | 57,197           | 10,760 | 46,437 | [ 統計 17 ]             |
| 2010年（平成22年） | 58,065           | 11,175 | 46,890 | [ 統計 18 ]             |
| 2011年（平成23年） | 59,232           | 11,738 | 47,494 | [ 統計 19 ]             |
| 2012年（平成24年） | 59,941           | -      | -      | [ 統計 20 ]             |
| 2013年（平成25年） | 62,278           | -      | -      | [ 統計 21 ]             |
| 2014年（平成26年） | 63,739           | -      | -      | [ 統計 22 ]             |
| 2015年（平成27年） | 66,238           | -      | -      | [ 統計 23 ]             |
| 2016年（平成28年） | 67,216           | -      | -      | [ 統計 23 ]             |
| 2017年（平成29年） | 68,724           | -      | -      | [ 統計 23 ]             |
| 2018年（平成30年） | 69,571           | -      | -      | [ 統計 23 ]             |
| 2019年（令和元年） | 69,325           | -      | -      | [ 統計 23 ]             |
| 2020年（令和02年） | 46,763           | -      | -      | [ 統計 23 ]             |
| 2021年（令和03年） | 48,982           | -      | -      | [ 統計 23 ] [ 統計 24 ] |
| 2022年（令和04年） | 59,631           |        |        |                         |

## 駅周辺
表玄関の東口を中心に商業施設やホテルなどが立地している。地下街の岡山一番街を通じて、西日本最大級のショッピングセンターであるイオンモール岡山にアクセスすることが出来る。天満屋百貨店などが位置する中心市街地の表町商店街とは約1kmほど距離があるため、路面電車の岡山電気軌道やバスなどが連絡している。

### 東口
- バス総合案内所
- 東口バスターミナル
- ホテルグランヴィア岡山
  - 三井住友信託銀行岡山支店
- ターミナルスクエア
- 岡山フコク生命駅前ビル
  - パソナ岡山本社

地下
岡山一番街やペスカ岡山を通じて岡山駅周辺の主な施設や路面電車・バス等の乗り場と結ばれている。
- 岡山駅南地下道 - ホテルグランヴィア岡山、ターミナルスクエア、イオンモール岡山方面
- 岡山駅東地下道 - 市内電車のりば、成通岡山ビル、ICOTNICOT方面
- 連絡口 - 岡山高島屋、第一セントラルビル1号館、第一セントラルビル2号館（旧・岡山OPA）
- 岡山オリックスビル - H.I.S岡山営業所
- 日本生命岡山第二ビル本館・新館
  - ナガセヴィータ本社
- 岡山地方合同庁舎
  - 岡山地方気象台
  - 中国財務局岡山事務所
  - 岡山行政評価事務所
- 岡山第2合同庁舎
  - 中国四国農政局
  - 岡山労働局
  - 自衛隊岡山地方協力本部
- 日本生命岡山駅前ビル
  - 髙島屋岡山店
- 第一セントラルビル
- ドン・キホーテ岡山駅前店
- 岡山駅前ビル
  - みずほ銀行岡山支店
- 両備ビル - 両備ホールディングス
- 野村證券岡山支店
- イオンモール岡山
- 源吉兆庵本社ビル
- ニッセイ岡山幸町ビル
  - SMBC日興証券岡山支店
  - ニッセイ・ライフプラザ岡山
- 岡山第一生命ビル
  - 積水ハウス岡山支店
- ピュアリティまきび
- アパホテル岡山駅前
- スーパーホテル岡山駅東口
- 鳥取銀行岡山支店
- 住友生命岡山ビル - 阿波銀行岡山支店、住友生命岡山支店
- 環太平洋大学岡山駅前グローバルキャンパス（旧・代々木ゼミナール岡山校跡）
- ニッセイ岡山スクエア - ワタベウェディング岡山店
- おかやま信用金庫本店
- 毎日新聞岡山支局
- 杜の街グレース
- 山陽新聞本社ビル - テレビせとうち（TSC）

桃太郎大通り方面
駅正面から東へ向かう電車通り。東のショッピングゾーンの表町や主要観光地である後楽園や岡山城へと通じている。
- 岡山電気軌道岡山駅前停留所
- 岡山駅前商店街
- 岡山駅前郵便局
- 成通岡山ビル（旧・岡山会館ビル。ビックカメラ岡山駅前店、ダイワロイネットホテル岡山駅前）
- 岡山メルパ
- JTB岡山駅前支店
- トマト銀行 岡山駅前支店
- 中国銀行岡山駅前支店
- ルミノ平和町
  - 三菱UFJ銀行岡山支店・岡山駅前支店
  - 三菱UFJ信託銀行岡山支店
- ICOTNICOT（旧・ドレミの街）
- 桃太郎プラザビル
  - 岡山ワシントンホテルプラザ
  - 三井住友銀行岡山支店
- 明治安田生命岡山支社
- 東横イン（岡山駅東口）

### 西口
- 岡山西警察署岡山駅西口交番
- リットシティビル
  - 岡山シティミュージアム
  - NHK岡山放送局

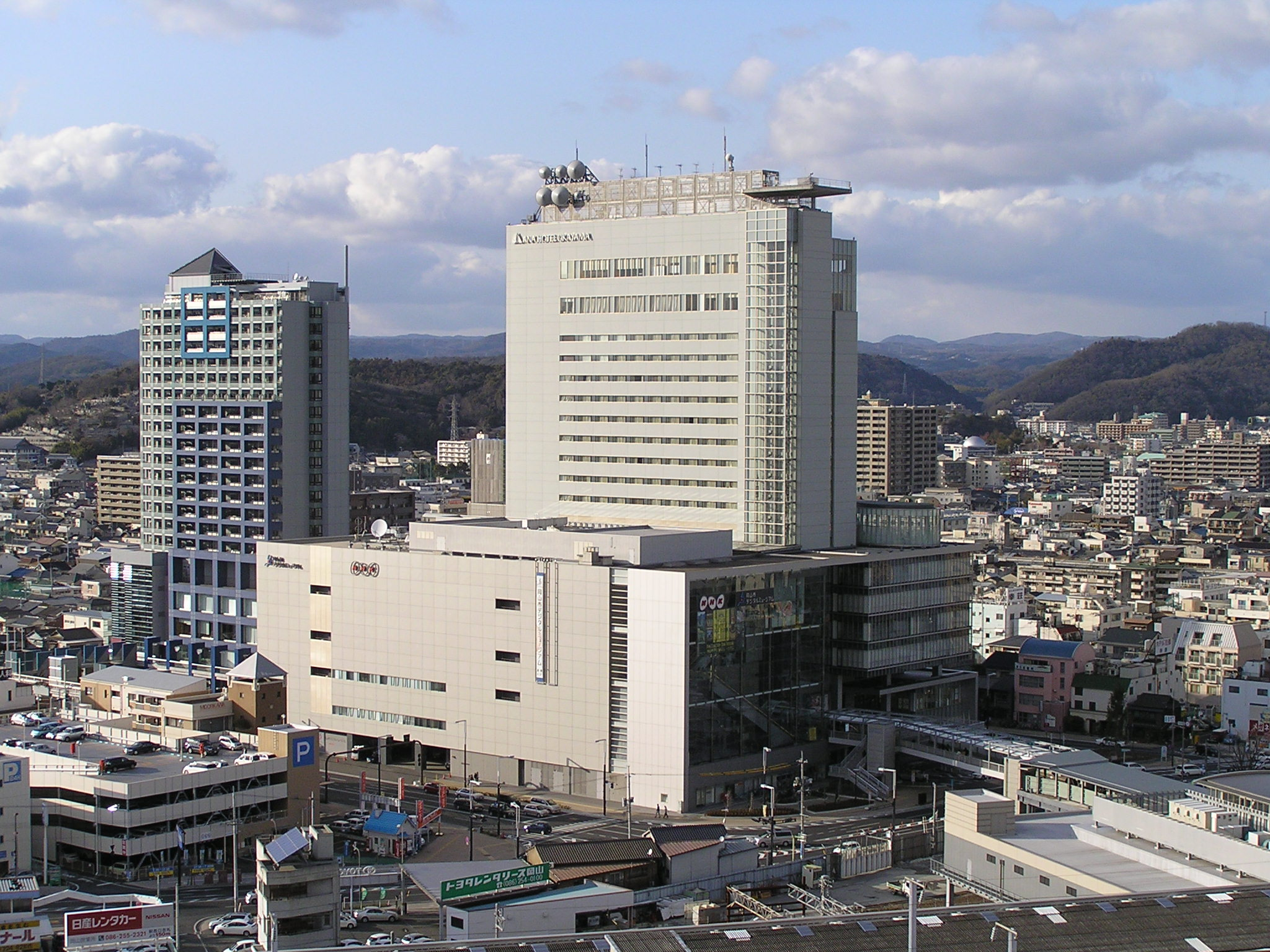
リットシティビルとフォーラムシティビル

  - ANAクラウンプラザホテル岡山（旧・岡山全日空ホテル）
  - 岡山寿郵便局
- フォーラムシティビル
  - 岡山コンベンションセンター（ママカリフォーラム）
- 岡山国際交流センター
- 東横イン（岡山駅西口右・岡山駅西口広場）
- 奉還町商店街
- 岡山中央奉還町病院
- オルガホール
- 岡山済生会総合病院
- 全労済岡山会館
- 岡山西社会保険事務所

### 岡山駅前広場の整備
2020年代半ばの岡山駅前への路面電車の乗り入れにより、岡山駅前広場（岡山駅東口広場）はリニューアルされることになった。これにより桃太郎像は移動、ピーコック噴水やモニュメント「吉備沃野」は撤去されることになった。
桃太郎像
初代「桃太郎像」は1960年（昭和35年）11月に岡山青年会議所（岡山JC）創立10周年を記念して旧国鉄に寄贈されたもので岡山駅構内の新幹線乗降口「つどいの広場」に設置された。本体は銅製、台座は石製で、台座を含めた高さは約1.7メートル、イヌやサル、キジも伴っている。2007年（平成19年）の岡山駅の改良工事で駅構内から撤去され、JR西日本岡山支社の倉庫で保管されていたが、2021年（令和3年）に岡山空港正面玄関に移設された。
二代目「桃太郎像」は1971年（昭和46年）に岡山西ロータリークラブが創立10周年を記念して新たな像を制作して旧国鉄に寄贈したもので岡山駅前広場に設置されている。翌1972年（昭和47年）に予定されていた山陽新幹線・岡山―新大阪間開通の祝賀の意味もあった。像の所有は岡山市に移管されている。
ピーコック噴水
1972年（昭和47年）に開催された岡山交通博覧会の収益約5000万円をもとに1975年（昭和50年）に設置された。設計は現代芸術研究所、施工は機械設備専門商社の備商である。球体から531本のノズルが放射状に出た形状である。路面電車乗り入れ事業に伴い環太平洋大学に移設されることになり、噴水は冬季の停止期間の後、撤去前の2024年3月14日から31日にかけて稼働された。同年6月に駅前から撤去された後、2025年7月8日に環太平洋大学に新たに整備されたIPUランニングパークの落成式でお披露目された（施設の愛称はこのモニュメントにちなんで「ピーコック」となった）。なお、移設後は通水せず噴水としては稼働しないがライトアップが行われる。
モニュメント「吉備沃野（よくや）」
2001年（平成13年）に新千年紀（ミレニアム）の記念事業として、政財界関係者らが組織する実行委員会が企画し、岡山県が設置したモニュメントである。彫刻家の西雅秋の作品で直径26メートル。床面にはアカマツや万成石、備前焼などの岡山県産の素材を用い、設置当時の全78市町村の名を刻んだ青銅で外周を囲んでいる。路面電車乗り入れ事業に伴い活用策も検討されたが、作者の西雅秋の意向で駅前以外での設置は作品の趣旨が損なわれかねないとされたことから廃棄とすることが決定された。

## バス路線

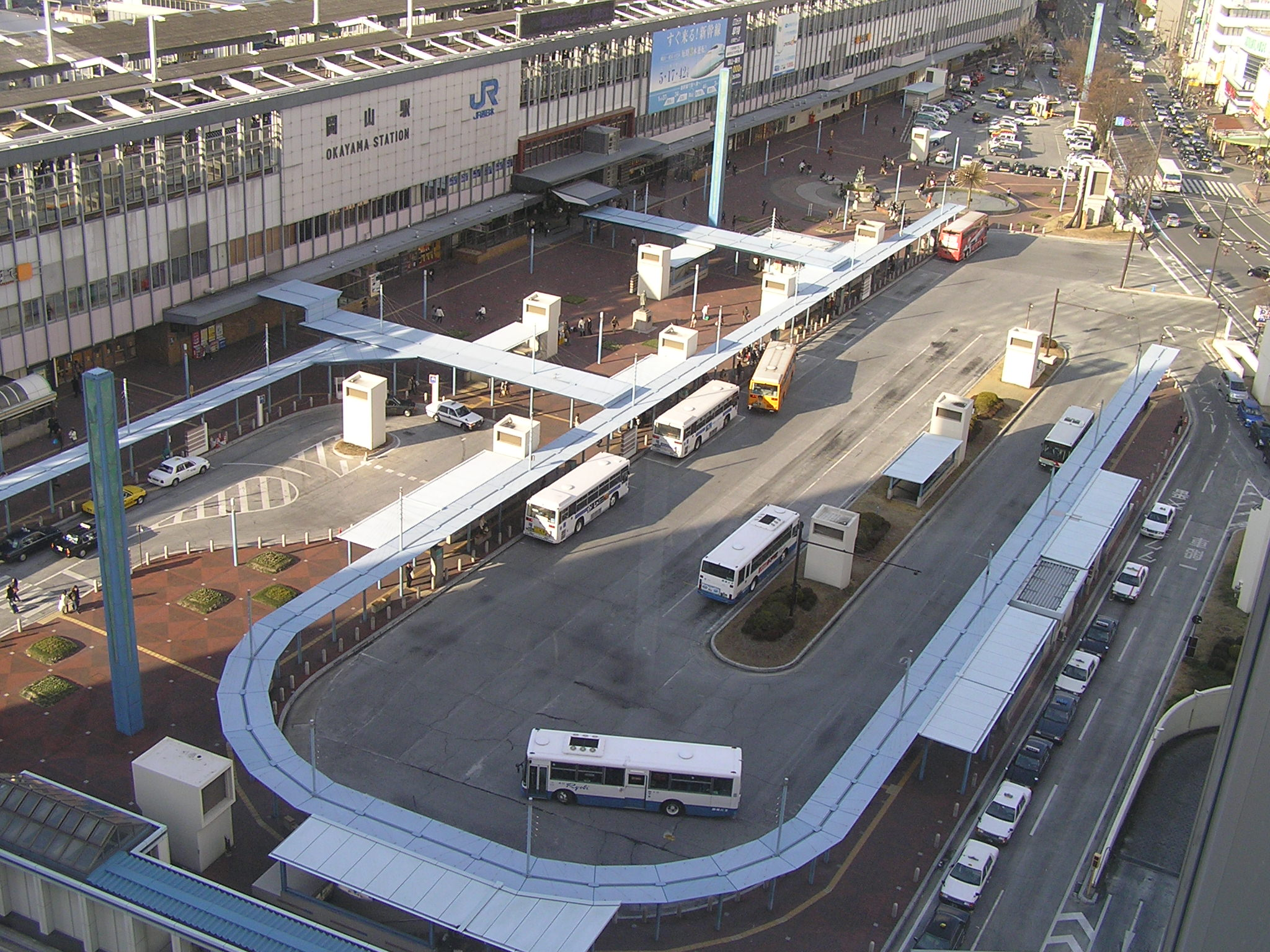
東口バスターミナル

岡山駅東口のバスターミナルには、一般路線バスだけで7事業者が発着する。当ターミナルは1972年の新幹線岡山開業に合わせて整備されたものが原型である。開業時の各社の停車場所を巡り意見が対立。両備と下電の両社は岡山ターミナルホテルの南に独自の郊外バスターミナルを構え、中鉄や宇野も乗り入れないという変則的な開業であった。その後、これら各社は乗り入れを開始したが、駅の改札口から遠い乗り場に配置されている。1996年に再整備されて現在の形となった。
2010年5月に岡山駅西口バスターミナルが完成し、完成前は東口バスターミナルから発着していた定期観光バス・岡山空港リムジンバスや東口周辺にバス乗り場が分散している定期観光バス・高速バス乗り場は同年6月1日、岡山空港リムジンバス乗り場は同年7月1日にそれぞれ西口バスターミナルへ移転した。
2013年4月22日より、岡山駅東口バスターミナルの再編整備に伴い市役所方面・日赤病院方面が統一された。さらに2016年4月28日より、岡山駅東口バスターミナルの再編整備に伴い、県庁方面・法界院方面・済生会方面に乗り場が統一された。
新幹線改札前と在来線中央改札前、東口広場のバス総合案内所前の3か所には、「岡山駅デジタルサイネージ（えきバス時刻表）」が設置された。 これは岡山駅東口と西口のバス乗り場から発車する各社路線バスの発車時刻・のりば番号等の情報を、行き先・系統・運行会社別に最速のものを1本ずつ、現在時刻から発車時刻順に表示する案内装置である。さらに1～4、7、9、10、13番の各のりばには岡電・両備・中鉄の発車時刻・遅れなどを表示するモニターが、1、11、12番のりばには宇野バスの発車時刻・遅れなどを表示するモニターが設置されている。

### 岡山駅東口のバス乗り場案内
| のりば | 運行事業者                                   | 系統・行先・方面 | 備考 |
| ------ | -------------------------------------------- | --- | --- |
| 1      | 岡電バス                                     | ■ 07A：桑野営業所・岡山ふれあいセンター ■ 09A：三蟠南 ■ 091：新岡山港 ■ 092：三蟠南・新岡山港 ■（直行）：山陽学園大学 ■ 098：岡大附属校 ■ 018：藤原団地 ■（直行）：県立操山校 ■（ノンストップ）後楽園・夢二郷土美術館 | 「092」は平日のみ運行 山陽学園大学行直行は同大学休学日は運休 「098」は岡大附属校休校日は運休 |
| 1      | 宇野バス                                     | ■ 206：東岡山 | 「092」は平日のみ運行 山陽学園大学行直行は同大学休学日は運休 「098」は岡大附属校休校日は運休 |
| 1      | 宇野バス                                     | ■（直通）岡山県立美術館・後楽園 | 岡山後楽園バス |
| 2      | 岡電バス                                     | ■ 000：中央市場 ■ 011：築港元町 ■ 051・052：大東 | 「000」は平日のみ運行 「051」「052」の岡山駅 - 大東間は両備バスと共同運行 |
| 2      | 両備バス                                     | ■ 501・502・537：宇野駅 ■ 502：玉野市民病院入口 ■ 505：（特急）宇野駅・玉野市役所前・玉橋・渋川・おもちゃ王国 ■ 531：岡山南支援学校 ■ 532：深山公園入口 ■ 533：玉野市役所前 ■ 534・535：渋川                          | 「501」は平日のみ運行。 「505」は渋川特急レインボーバス 「531」は平日のみ運行。岡山南支援学校休校日は興陽高校前行として運行。岡山駅 - 大東間は岡電バスと共同運行 「532」「533」「534」「535」「537」の岡山駅 - 大東間は岡電バスと共同運行 |
| 3      | 岡電バス                                     | ■ 021・■ 022：岡山ろうさい病院 ■ 041：岡南飛行場 ■ 062：南ふれあいセンター・岡南飛行場 ■ 03H：日赤病院 | 「062」の岡山駅 - 青江間は両備バスと共同運行 「03H」は平日のみ運行 |
| 4      | 岡電バス 両備バス                            | ■ 杜の街 | 共同運行 |
| 4      | 岡電バス                                     | ■ 02H：大学病院 ■ 013：問屋町入口・田中野田・健康づくり財団病院 ■ 023：平田・中仙道西・北長瀬駅 ■ 033：西小学校 ■ 083：新保・万倍 ■ 012：岡南営業所                                                                   | 「033」は平日のみ運行 |
| 5      | 岡電バス 両備バス                            | ■ 084・E84：北長瀬駅 | 共同運行。1本のみ運行 |
| 5      | 岡電バス 両備バス 下電バス                   | ■ 054・E54(603)：中庄駅 | 共同運行 |
| 5      | 岡電バス 下電バス                            | ■ 043・E89(615)：汗入 ■ 003・D80(617)・D88(616)・D89(615)：天満屋 | 共同運行 |
| 5      | 岡電バス                                     | ■ 014：RSKバラ園・東花尻 ■ 043：火の見 ■ 053：重井病院 ■ 063：コンベックス岡山 | 「014」の岡山駅 - 下撫川間は両備バス・下電バスと共同運行 「043」「053」「063」の天満屋 - 岡山駅 - 汗入間は下電バスと共同運行 「063」は土休日のみ運行                                                                                      |
| 5      | 両備バス                                     | ■ E11(605)・E12(605)：倉敷駅 | 岡山駅 - 松島西ノ口間は岡電バス・下電バスと共同運行 平日は2本、土休日は1本のみ運行 |
| 5      | 下電バス                                     | ■ D88(616)：興除営業所 ■ D80(617)：児島駅 | 天満屋 - 岡山駅 - 汗入間は岡電バスと共同運行 |
| 5      | 八晃運輸                                     | ■ M05 (5)：（めぐりん京橋線）ハレノワ前 | 土休日のみ運行 |
| 6      | 備北バス                                     | ■ 807：地頭 | |
| 6      | 中鉄バス                                     | ■ 885：芳賀佐山団地・リサーチパーク ■ 886：芳賀佐山団地 ■ 893：吉備高原リハビリセンター ■ 003：天満屋 | |
| 7      | 岡電バス 中鉄バス                            | ■ 006：津高営業所妙でん寺 ■ 016：津高台団地・半田山ハイツ ■ 026：国立病院 ■ 036：辛香口 ■ 086：免許センター ■ 096：（ノンストップ）免許センター ■ 003：天満屋                                                         | 共同運行。「096」は平日のみ運行 |
| 7      | 岡電バス                                     | ■ 015：京山・池田動物園 | 朝1本のみの運行 |
| 8      | 両備バス 岡電バス 宇野バス 下電バス 中鉄バス | 降車専用 | |
| 9      | 岡電バス                                     | ■ 003・013・023：天満屋 ■ 008：岡電高屋 / 県庁 | 県庁行は平日のみ運行 |
| 9      | 八晃運輸                                     | ■ M01 (1)：（めぐりん医大右線）NTT・大雲寺・東中央町・清輝橋・大学病院入口 | |
| 9      | 中鉄北部バス                                 | ■ 905：（高速）落合・勝山 | 乗車のみ |
| 10     | 両備バス                                     | ■ 314・317・347：西大寺 ■ 315：東区役所前 ■ 341：岡山国際ホテル・操南台団地 ■ 208：旭川荘 | 「317」は平日のみ運行 |
| 11     | 宇野バス                                     | ■ 251b：長岡団地 ■ 205：四御神 ■ 251：長岡駅前（東岡山駅南口 ■ 252：八日市 ■ 253：片上 ■ 254：瀬戸駅 ■ 256：ネオポリス東6丁目 ■ 259：ネオポリス西9丁目                                                                | 「251b」は平日のみ運行 |
| 12     | 宇野バス                                     | ■ 210：湯郷温泉・林野駅 ■ 216・236：ネオポリス東6丁目 ■ 219・229・239：ネオポリス西9丁目 ■ 233：（循環）山陽団地 | |
| 13     | 岡電バス                                     | ■ 017：御野校前・妙善寺・津島南 ■ 067：榊原病院前・妙善寺・津島南 ■ 027：御野校前・三野公園 ■ 077：榊原病院前・三野公園 ■ 037：御野校前・岡山理科大学東門 ■ 087：榊原病院前・岡山理科大学東門                         | 「027」「077」は1本のみ運行。 |

### 岡山駅西口のバス乗り場案内

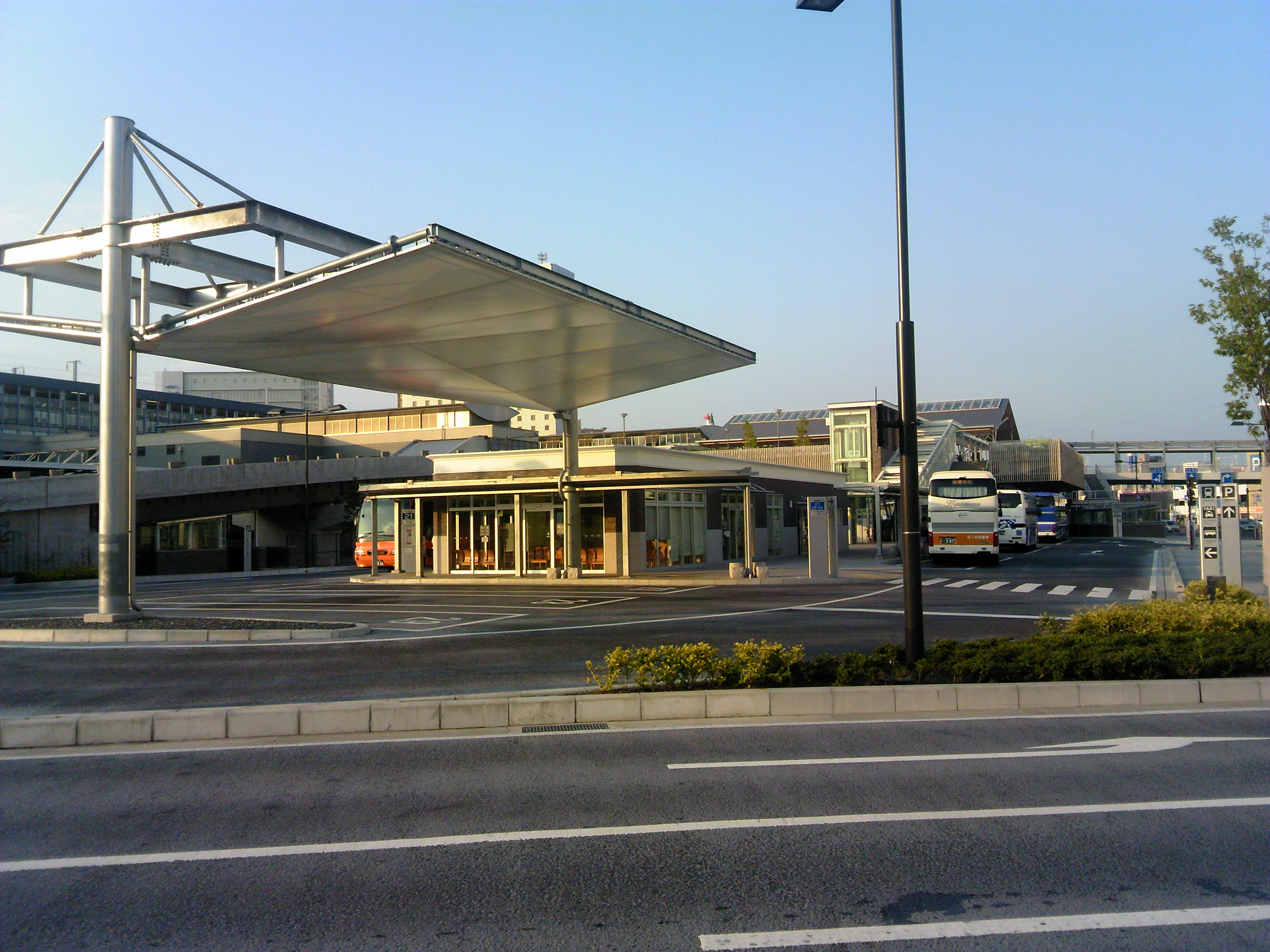
西口バスターミナル

#### 岡山駅西口バスターミナル
2010年5月に西口交通広場1階に完成したバスターミナルで、構内は島式のバスターミナルとなっており、バスはバスターミナル南西側に進入口が、北東側に退出口があり、構内は反時計回りの一方通行で走行する。バスターミナル北東側から時計回りに東側に21 - 23番、西側に24 - 26番、北側に27番の各乗り場があり、27番乗り場北側に27番乗り場と並行する形で観光バス及び高速バス続行便乗降用乗り場の28・29番乗り場 がある。21 - 23番乗り場東側には路線バス・高速バスの折り返し待機・時間調整用のバスプール3台分が設置されている。
バスターミナル中央部には岡山駅西口バスセンターの建物があり、建物内には待合室（4:00 - 22:20）とバス会社別の乗車券発券カウンター（両備バス3ブース、JRバス中国・下津井電鉄・岡山電気軌道各1ブース）、高速バス・リムジンバス乗車券自動券売機（両備バス（両備高速バス予約システム）用・下津井電鉄（発車オ〜ライネット）用・岡山空港リムジンバス用（Edy対応）各1台）、トイレ（男性用、女性用、車椅子・オストメイト対応トイレ）がある。

##### 路線バス・岡山空港リムジンバス
| のりば | 運行事業者        | 系統・行先・方面                                                                             | 備考                   |
| ------ | ----------------- | -------------------------------------------------------------------------------------------- | ---------------------- |
| 21     | 中鉄バス 岡電バス | ■ 872・877・879：（特急 / 直行）岡山桃太郎空港                                               | 空港リムジンバス       |
| 22     | 岡電バス          | ■ 047：（循環）岡大・理大 ■ 047a：岡山理科大学専門学校 ■（循環）運動公園・武道館前・京山入口 | 循環便は土休日のみ運行 |
| 23     | 岡電バス          | ■ 024：尾上 ■ 034：神道山 ■ 076：津高営業所妙でん寺                                          |                        |
| 23     | 岡電バス 中鉄バス | 明誠学院専用スクールバス                                                                     |                        |

##### 高速バス・定期観光バス
- 2010年5月31日までは、高速バスは岡山駅東口の岡山駅前バス乗り場（ドレミの街、ワシントンホテルプラザ前）、定期観光バスは同じく東口のバスターミナルからの発着であったが同年6月1日から現在の岡山駅西口バスターミナルへ移転した。
- 移転後は、同バスターミナルの24 - 27番乗り場が高速バス・定期観光バス用乗り場となっている。
- 高速バス乗り場は方面別（24番：東京・名古屋・北陸・大阪方面行きを除く近畿方面行き、25番：大阪方面行き、26番：中四国方面行き、27番：福岡行き）乗り場となっている。

| のりば | 運行事業者                                          | 愛称・行先・方面 | 備考                                           |
| ------ | --------------------------------------------------- | --- | ---------------------------------------------- |
| 24     | 両備バス 東北急行バス                               | ■ ルブラン号：横浜（YCAT）・東京（東京駅八重洲通り・東京営業所（東雲車庫）） ■ ままかりライナー：東京（東京駅八重洲通り・上野駅前）・東京ディズニーランド | 夜行便。「ルブラン号」は2020年4月8日より運休中 |
| 24     | 下電バス 両備バス 小田急ハイウェイバス 関東バス     | ■ ルミナス・マスカット号：東京（バスタ新宿） | 夜行便                                         |
| 24     | JRバス中国                                          | ■ 青春ドリーム岡山・広島号：横浜駅（YCAT）・東京（東京駅日本橋口）                                                                                        | 夜行便                                         |
| 24     | 両備バス 名鉄バス                                   | ■ リョービエクスプレス名古屋号：名鉄バスセンター（名古屋駅）                                                                                              | 夜行便あり                                     |
| 24     | JRバス中国 西日本ジェイアールバス                   | ■ 百万石ドリーム広島号：福井駅東口・北陸小松・松任海浜公園・金沢駅・富山駅南口                                                                            | 夜行便                                         |
| 24     | 下電バス 両備バス 京阪京都交通                      | ■ 京都エクスプレス：京都駅烏丸口 |                                                |
| 24     | 両備バス 関西空港交通 南海バス                      | ■ 関空リムジンバス：関西国際空港 | 2020年4月1日より運休中                         |
| 24     | 両備バス 中鉄バス                                   | ■リョービエクスプレス神戸・ハーバープリンス：神戸（神戸三宮駅・神戸ポートタワー前）                                                                       | 中鉄バスは土日祝のみ運行                       |
| 25     | 両備バス                                            | ■ リョービエクスプレス：大阪（大阪国際空港・湊町（OCAT）・なんば・USJ）                                                                                   |                                                |
| 25     | JRバス中国 両備バス 下電バス                        | ■ 吉備エクスプレス大阪号：大阪（大阪駅JR高速バスターミナル・湊町（OCAT）・USJ）                                                                           |                                                |
| 26     | 両備バス JRバス中国 広交観光                        | ■ サンサンライナー：広島（中筋駅・不動院・広島バスセンター）                                                                                              |                                                |
| 26     | 両備バス 中鉄バス JRバス中国 日ノ丸自動車 一畑バス  | ■ ももたろうエクスプレス：米子駅・松江駅・出雲市駅 |                                                |
| 26     | 日ノ丸自動車                                        | ■ 新倉吉街道エクスプレス：湯原温泉口・蒜山犬挟・関金温泉・倉吉（倉吉駅・日ノ丸自動車倉吉営業所）/ 三朝町役場・倉吉（倉吉駅・日ノ丸自動車倉吉営業所）      | 三朝町役場経由便は2022年5月16日から運休中      |
| 26     | 両備バス 徳島バス                                   | ■ リョービエクスプレス徳島・エディ号：鳴門IC北口・松茂・徳島駅                                                                                            |                                                |
| 26     | 下電バス 両備バス 伊予鉄バス ジェイアール四国バス   | ■ マドンナエクスプレス：松山（大街道・松山市駅・松山駅）                                                                                                  |                                                |
| 26     | 下電バス 両備バス とさでん交通 ジェイアール四国バス | ■ 龍馬エクスプレス：高知（一宮・高知駅・はりまや橋） |                                                |
| 27     | 下電バス 両備バス 西鉄                              | ■ ペガサス号：北九州（小倉駅・砂津・黒崎インター（引野口））・福岡（博多バスターミナル・西鉄天神高速バスターミナル）                                      | 夜行便                                         |
| 27     | 両備バス 岡山交通                                   | ■定期観光バス |                                                |

#### リットシティビル前
| 運行事業者               | 系統（愛称）・行先・方面                                   | 備考         |
| 路線バス                 | 路線バス                                                   | 路線バス     |
| ------------------------ | ---------------------------------------------------------- | ------------ |
| 岡電バス                 | ■ 003：天満屋                                              | 平日のみ運行 |
| 高速バス                 |                                                            |              |
| オー・ティー・ビー       | オリオンバス：東京（バスタ新宿）                           |              |
| WILLER EXPRESS           | WILLER EXPRESS：東京（バスタ新宿）・東京ディズニーランド   |              |
| ジャムジャムエクスプレス | JAMJAMライナー：横浜駅（YCAT）・東京（東京駅鍛冶橋駐車場） |              |
| 千葉みらい観光バス       | KBライナー：東京（バスタ新宿）                             |              |
| 杉崎観光バス             | 杉崎高速バス：横浜（桜木町駅前）・東京（池袋駅東口）       |              |

### 「岡山駅前」バス停・「西川緑道公園前」バス停
岡山駅前の桃太郎大通り沿いにあるが、道の北側と南側に分かれている。
道の北側ICOTNICOT（旧「ドレミの街」）前に駅前側から1番から順に7番、反対側の中国銀行岡山駅前支店前に駅前側から8番と9番、7番乗り場の東側（旧岡山高速バスセンター跡付近）に10-2番と10-1番、ワシントンホテル前に11番がある。
なお、1番から6番と8番、9番、10-1番、10-2番は「岡山駅前」、7番と11番は「西川緑道公園前」と名称が異なる。
また、1番から11番までは屋根付（特に宇野バス用の6番は空調設備付）の待合所がある。ただし、ワシントンホテル前の岡電バス岡山駅経由のバス用バス停と中国銀行岡山駅前支店前のめぐりん用・岡電バス・両備バス用バス停のみ屋根が無い。
宇野バスのバス停のみバスの近接表示の電光掲示板が設置してあり、バスが接近すると自動音声案内が流れる。
2010年6月1日より、県外行き高速バスは全便岡山駅西口前広場に新設された高速バス専用バス停を発着するようになり、この場所に有ったバス停は乗り場番号が10番から10-1番、10-2番に改められて一般路線用の乗り場となった。

#### 一般路線「岡山駅前」（ICOTNICOT前）
| のりば | 運行事業者                 | 系統・行先・方面 | 備考 |
| ------ | -------------------------- | --- | --- |
| 1      | 岡電バス                   | ■ 000：中央市場 ■ 011：築港元町 ■ 041：岡南飛行場 ■ 021：岡山ろうさい病院 | 「000」は平日のみ運行 |
| 2      | 岡電バス                   | ■ 018：藤原団地 ■ 008：岡電高屋 / 県庁 ■ 003・013・023：天満屋 | 「008」の県庁行は平日のみ運行                                                                                             |
| 2      | 岡電バス 中鉄バス          | ■ 003：天満屋 | 共同運行 |
| 2      | 岡電バス 下電バス          | ■ 003・D80(617)・D88(616)・D89(615)：天満屋 | 共同運行 |
| 3      | 両備バス                   | ■ 314・347：西大寺 ■ 315：東区役所前 ■ 341：岡山国際ホテル・操南台団地 ■ 208：旭川荘 | 「208」は全便ノンステップバス                                                                                             |
| 4      | 岡電バス                   | ■ 07A：桑野営業所・岡山ふれあいセンター ■ 09A：三蟠南 ■ 091：新岡山港 ■ 051：大東 | |
| 4      | 両備バス                   | ■ 501・502・537：宇野駅 ■ 502：玉野市民病院入口 ■ 505：（特急）宇野駅・玉野市役所前・玉橋・渋川・おもちゃ王国 ■ 531：岡山南支援学校 ■ 532：深山公園道の駅 ■ 533：玉野市役所前 ■ 534・535：渋川                                                           | 「501」は平日のみ運行 「505」は渋川特急レインボーバス 「531」は平日のみ運行。岡山南支援学校休校日は興陽高校前行として運行 |
| 5      | 中鉄バス                   | ■ 003：天満屋 | |
| 5      | 備北バス                   | ■ 807：天満屋 | |
| 6      | 宇野バス                   | ■ 表町BC ■ 251b：長岡団地 ■ 205：四御神 ■ 206：東岡山 ■ 251：長岡駅前（東岡山駅南口） ■ 252：八日市 ■ 253：片上 ■ 254：瀬戸駅 ■ 216・236・256：ネオポリス東6丁目 ■ 219・229・239・259：ネオポリス西9丁目 ■ 210：湯郷温泉・林野駅 ■ 233：（循環）山陽団地 | 「251b」は平日のみ運行 |
| 6      | 八晃運輸                   | ■ M01 (1)：（めぐりん医大右線）NTT・大雲寺・東中央町・清輝橋・大学病院入口 | |
| 10-2   | 岡電バス 両備バス          | ■ 084・E84：北長瀬駅 | 共同運行。1本のみ運行 |
| 10-2   | 岡電バス 両備バス 下電バス | ■ 054・E54 (603)：中庄駅 | 共同運行 |
| 10-2   | 岡電バス                   | ■ 014：RSKバラ園・東花尻 | 岡山駅前 - 下撫川間は両備バス・下電バスと共同運行                                                                         |
| 10-2   | 両備バス                   | ■ E11 (605)・E12 (605)：倉敷駅 | 岡山駅前 - 松島西ノ口間は岡電バス・下電バスと共同運行 平日は2本、土休日は1本のみ運行                                      |
| 10-1   |                            | 使用停止 | |

#### 一般路線「岡山駅前」（中国銀行岡山駅前支店前）
| のりば | 運行事業者        | 系統・行先・方面 | 備考                                                         |
| ------ | ----------------- | --- | ------------------------------------------------------------ |
| 8      | 岡電バス 中鉄バス | ■ 006：津高営業所妙でん寺 ■ 016：津高台団地・半田山ハイツ ■ 026：国立病院 ■ 036：辛香口 ■ 086：免許センター                             | 共同運行                                                     |
| 8      | 中鉄バス          | ■ 885：芳賀佐山団地・リサーチパーク ■ 886：芳賀佐山団地 ■ 893：吉備高原リハビリセンター                                                 |                                                              |
| 8      | 備北バス          | ■ 807：地頭 |                                                              |
| 9      | 宇野バス          | ■ 岡山駅 ■ 206：東岡山 ■ 210：湯郷温泉・林野駅 ■ 216・236：ネオポリス東6丁目 ■ 219・229・239：ネオポリス西9丁目 ■ 233：（循環）山陽団地 |                                                              |
| 9      | 八晃運輸          | ■ M05 (5)：（めぐりん京橋線）ハレノワ前                                                                                                 | 土休日のみ運行                                               |
| 9      | 岡電バス          | ■ 0A1 | 降車のみ。新岡山港・三蟠南・岡山ふれあいセンター方面からの便 |
| 9      | 岡電バス 両備バス | ■ 0A1 | 降車のみ。玉野・大東方面からの便。共同運行                   |
| 9      | 両備バス          | ■ 0A1 | 降車のみ。西大寺・操南台団地・岡山国際ホテル方面からの便。   |

##### 一般路線「西川緑道公園前」（ICOTNICOT前）
| のりば | 運行事業者        | 系統・行先・方面                                                                                            | 備考            |
| ------ | ----------------- | --- | --------------- |
| 7      | 岡電バス          | ■ 015：京山・池田動物園                                                                                     | 朝の1本のみ運行 |
| 7      | 岡電バス 中鉄バス | ■ 006：津高営業所妙でん寺 ■ 016：津高台団地・半田山ハイツ ■ 026：国立病院 ■ 036：辛香口 ■ 086：免許センター | 共同運行        |

#### 一般路線「西川緑道公園前」（ワシントンホテル前）
| のりば | 運行事業者 | 系統・行先・方面 | 備考                                                                  |
| ------ | ---------- | --- | --------------------------------------------------------------------- |
| 11     | 岡電バス   | ■ 001：岡山駅 ■ 02H：大学病院 ■ 013：問屋町入口・田中野田・健康づくり財団病院 ■ 023：平田・中仙道西・北長瀬駅 ■ 083：新保・万倍 ■ 012：岡南営業所 ■ 015：京山・池田動物園 ■ 076：津高営業所妙でん寺 | 「015」は朝の1本のみ運行 「076」は平日のみ運行（日中時間帯の1本のみ） |
| 11     | 両備バス   | ■ 001 | 降車のみ。津田・沖元・旭川荘方面からの便                              |

### 「駅前町」バス停
岡山駅前の市役所筋沿いにあるが、道の東側JR岡山駅第1NKビル前のみにある。
屋根付の待合スペースはあるものの、当バス停は降車客による利用が大半である。これは、当バス停に発着する宇野バスや備北バスなどの一部のバス会社の路線が岡山駅東口バスターミナルに乗り入れないという、路線特有の事情が介在しているからである。

#### 一般路線（JR岡山駅第1NKビル前）
| 運行事業者        | 系統・行先・方面            | 備考     |
| ----------------- | --------------------------- | -------- |
| 岡電バス 中鉄バス | ■ 001：岡山駅 ■ 003：天満屋 | 共同運行 |
| 中鉄バス          | ■ 001：岡山駅 ■ 003：天満屋 |          |
| 備北バス          | ■ 807：天満屋               |          |
| 宇野バス          | ■ 表町BC                    |          |

## 隣の駅
西日本旅客鉄道（JR西日本）
 山陽新幹線（各列車の停車駅は列車記事参照）
相生駅 - 岡山駅 - 新倉敷駅
  山陽本線・ 赤穂線・ 伯備線（赤穂線は東岡山駅、伯備線は倉敷駅まで山陽本線を経由）
- 寝台特急「サンライズ瀬戸」「サンライズ出雲」停車駅、特急「スーパーいなば」「やくも」発着駅

■普通
西川原駅 (JR-S02/JR-N02) - 岡山駅 (JR-S01/JR-W01/JR-N01/JR-V01) - （貨）岡山貨物ターミナル駅 - 北長瀬駅 (JR-W02/JR-V02)
 宇野みなと線（宇野線）・ 瀬戸大橋線（本四備讃線直通）
- 寝台特急「サンライズ瀬戸」停車駅、特急「しおかぜ」「南風」・■快速「マリンライナー」発着駅

■快速（岡山 - 茶屋町）・■普通
岡山駅 (JR-L01/JR-M01) - 大元駅 (JR-L02/JR-M02)
 津山線
■快速「ことぶき」・■普通
法界院駅 - 岡山駅
 桃太郎線（吉備線）
岡山駅 (JR-U01) - 備前三門駅 (JR-U02)
岡山電気軌道
東山本線
■1東山線・■2清輝橋線
岡山駅前停留場 (H01, S01) - 西川緑道公園停留場 (H02, S02)